# イカルス (企業)
イカルス（Ikarus）は、かつてハンガリーに存在した自動車メーカー。世界でも随一の実績や販売台数を記録したバス車両メーカーとして知られ、冷戦時代の東側諸国のみならず西側諸国にも高いシェアを獲得していたが、冷戦終結後は業績が悪化し、子会社を含めて2000年代までに生産を終了した。それ以降も「イカルス」はハンガリーを代表するブランドとして認識されており、2025年現在は「イカルス」の名を冠する別の企業が中国の企業と協力する形で電気バスの展開を実施している。

## 歴史

### 第二次世界大戦まで
「イカルス」のルーツになったのは、1895年にウーリー・イムレ（Uhry Imre）がブダペスト郊外に設立した「ウーリー・イムレ鍛冶・馬車工場（Uhry Imre Kovács- és Kocsigyártó Üzeme）」であった。当初は荷車の修理や蹄鉄の製造など小規模な業務を行っていたが、幾度かの投資により工場は大型化し、農業用車両の製造も行われるようになった。特に第一次世界大戦からはトラックの修理や製造も手掛けるようになり、終戦時には当時のオーストリア＝ハンガリー帝国の中で随一の大規模な企業となった。
直後は帝国の崩壊により一時的な経営の機器に見舞われたものの、以降は各地の国外企業が製造したシャーシを用いた自動車の生産により業績がさらに拡大し、工場の拡張も実施された。また、1919年からはバスの製造にも本格的に着手した他、後年には高級リムジンの生産も開始された。更に同時期には、社名を業種に合わせて「ウーリー・イムレ車体・車両工場（Uhry Imre Karosszéria és Pótkocsigyár）」に変更した。これらの車両は出来栄えが高く評価されたが、世界恐慌による受注の滞りに加え、工場の拡張のためのローンの返済が困難になった結果、1932年に工場の操業が停止する事態となった。
その後、ウーリー・イムレから事業を受け継いだ彼の息子たちは1933年に「ウーリー兄弟車体・車両工場（Uhri Testvérek Autókarosszéria és Járműgyár）」を設立した上で工場を再稼働させた。以降、工場は再度の発展を遂げ、1937年には初の全金属製のバスの製造も行われた。そして、第二次世界大戦中の1942年にはブダペストのマーチャーシュフェルド地区で航空機の生産に着手し、やがて自動車生産を始めとした生産施設の同地への移転を行った。
戦後の同社は主に戦争により損傷した車両の修繕に加え、ブダペスト各地の橋梁の整備も手掛けた。また、ハンガリーの他の企業と協力する形でバスの生産も再開された。だが、社会主義体制への移行による国家権力の増大により、1948年3月に工場は国家行政機関である重工業センター（NIK）の管理下に置かれた。これを受け、それまで運営を行っていたウーリー兄弟はハンガリー国外へ逃亡している。そして翌1949年1月、「航空機工場株式会社（Repülőgépgyár Rt.-vel）」と「イカルス機械・金属株式会社（Ikarus Gép- és Fémáru Rt.-vel.）」との合併により、社名は「イカルス車体・車両工場（Ikarus Karosszéria- és Járműgyár）」、通称「イカルス」となった。

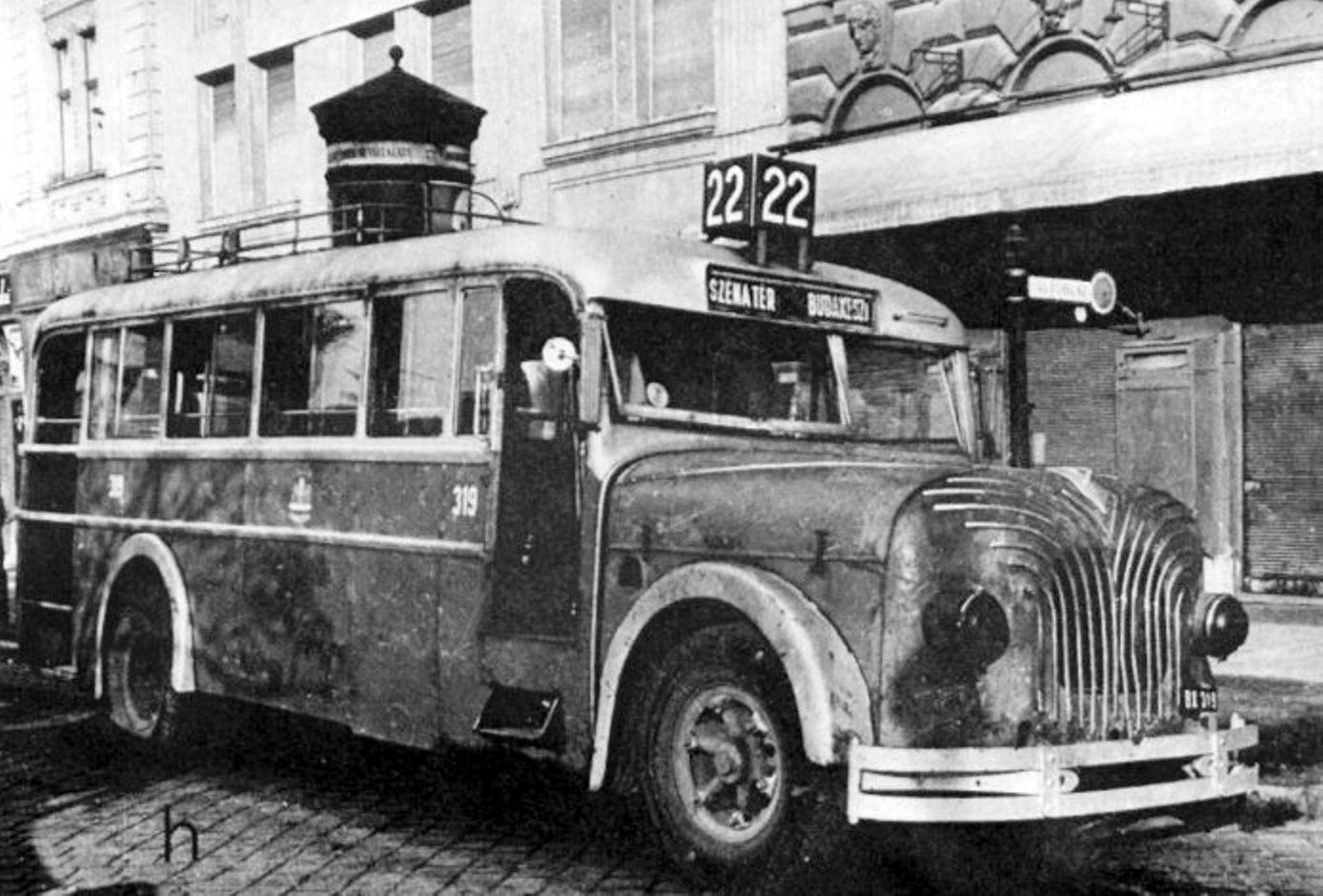
第二次世界大戦前から製造が実施されたボンネットバス

### 社会主義時代の「イカルス」
設立当初、イカルスは社名変更前から製造されていた車種の生産を継続して実施しており、その中には当時最新鋭の技術だったモノコック構造を取り入れた小型バスの「Tr 3,5」も含まれていた。「イカルス」ブランドが初めて採用されたのは、1951年から生産が開始された小型バスのイカルス30である。続けて、同じくハンガリーの自動車メーカーであったチェペル自動車（Csepel Autógyár）と共同で大型バスや観光バスの開発にも取り掛かり、1953年以降展開が行われ、その出来栄えは国外からも高い評価を得た。一方、同時期には需要の拡大によって従来の工場規模では生産が追い付かない状態となり、1963年にはセーケシュフェヘールバールの一般技術工場（Általános Mechanikai Gépgyárat、AMG）を統合し、新たな生産拠点とした。

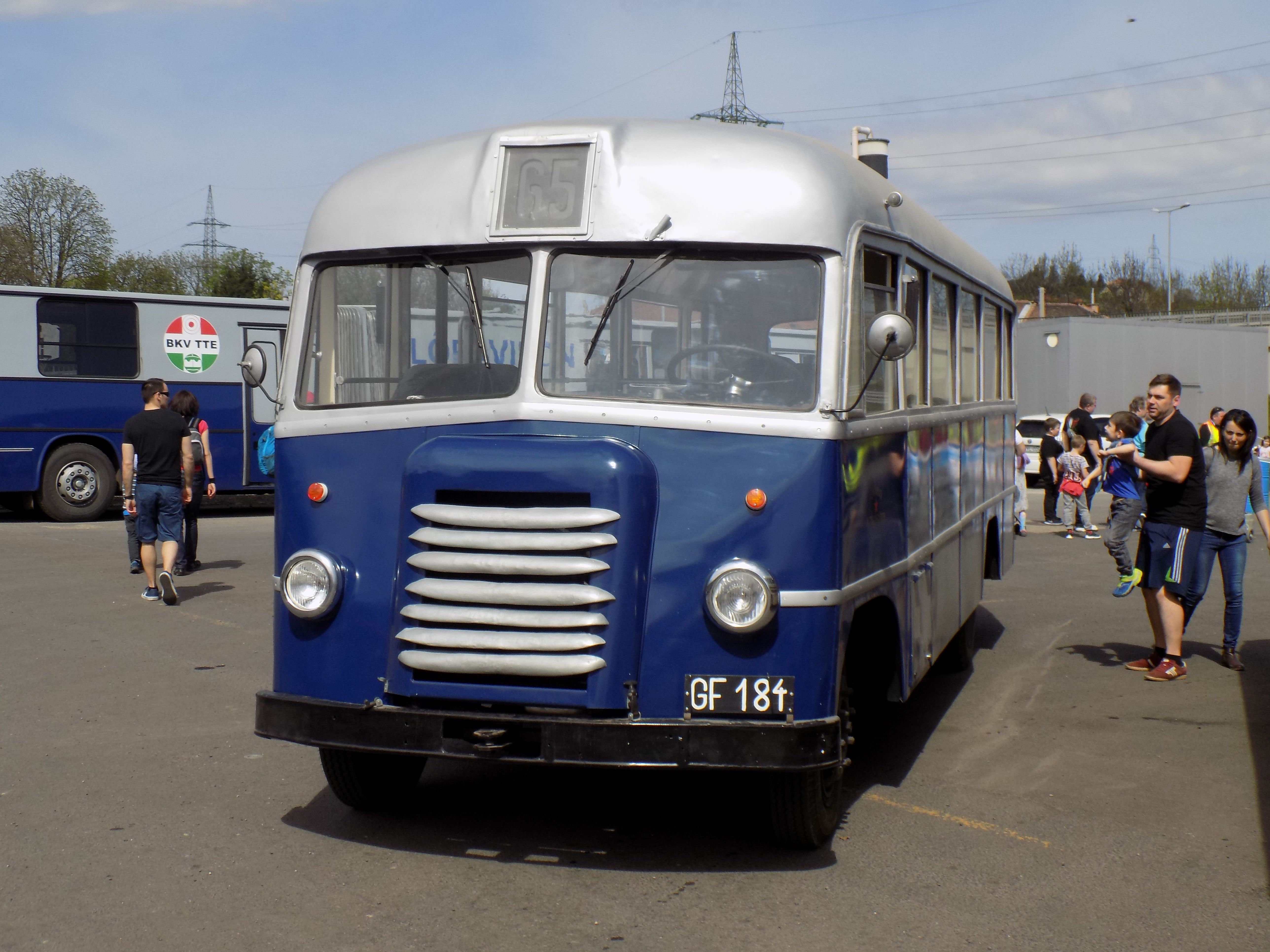
モノコック構造を採用したTr3,5（2018年撮影）
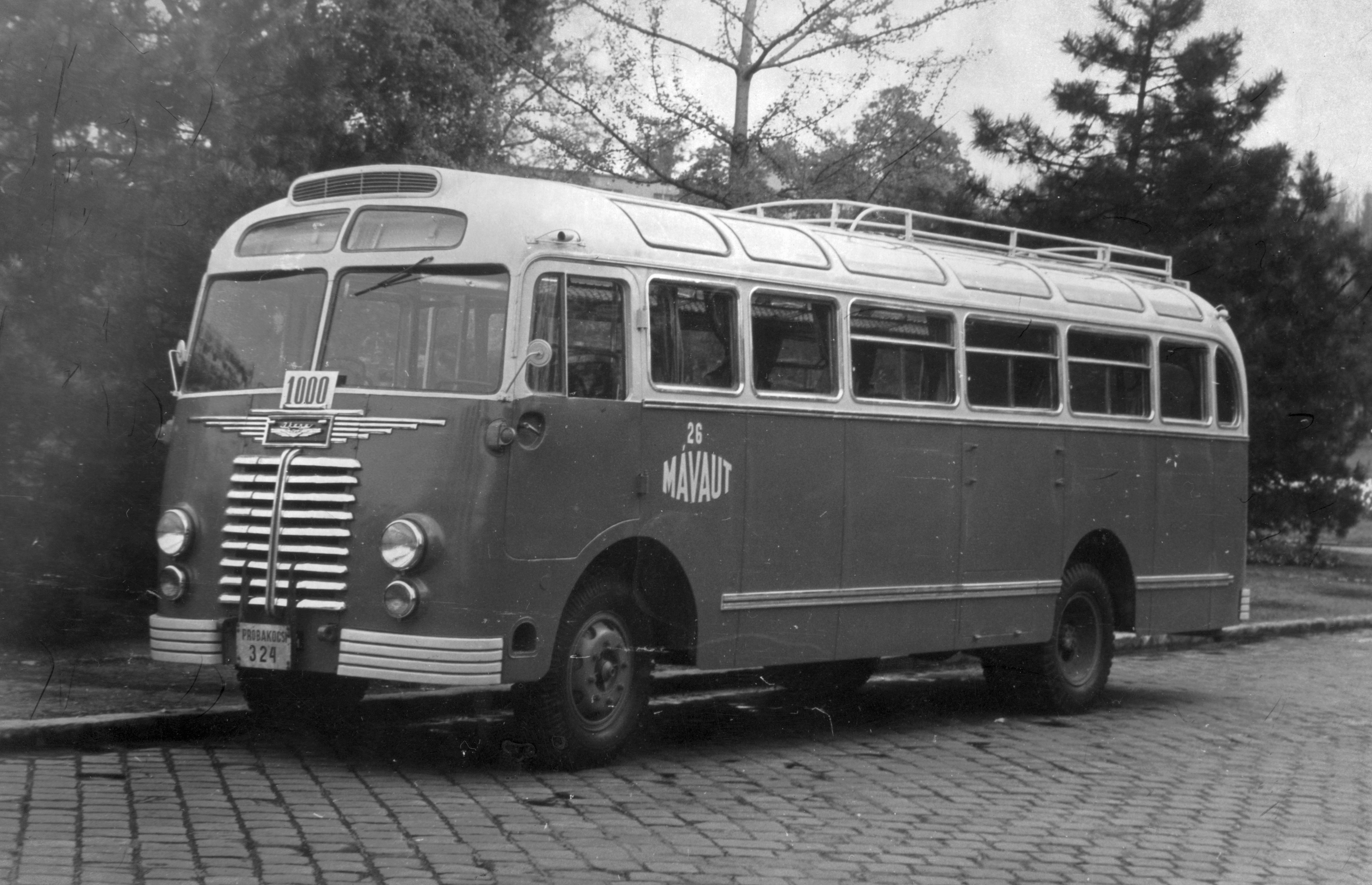
初の「イカルス」ブランドのバス・イカルス30（1952年撮影）
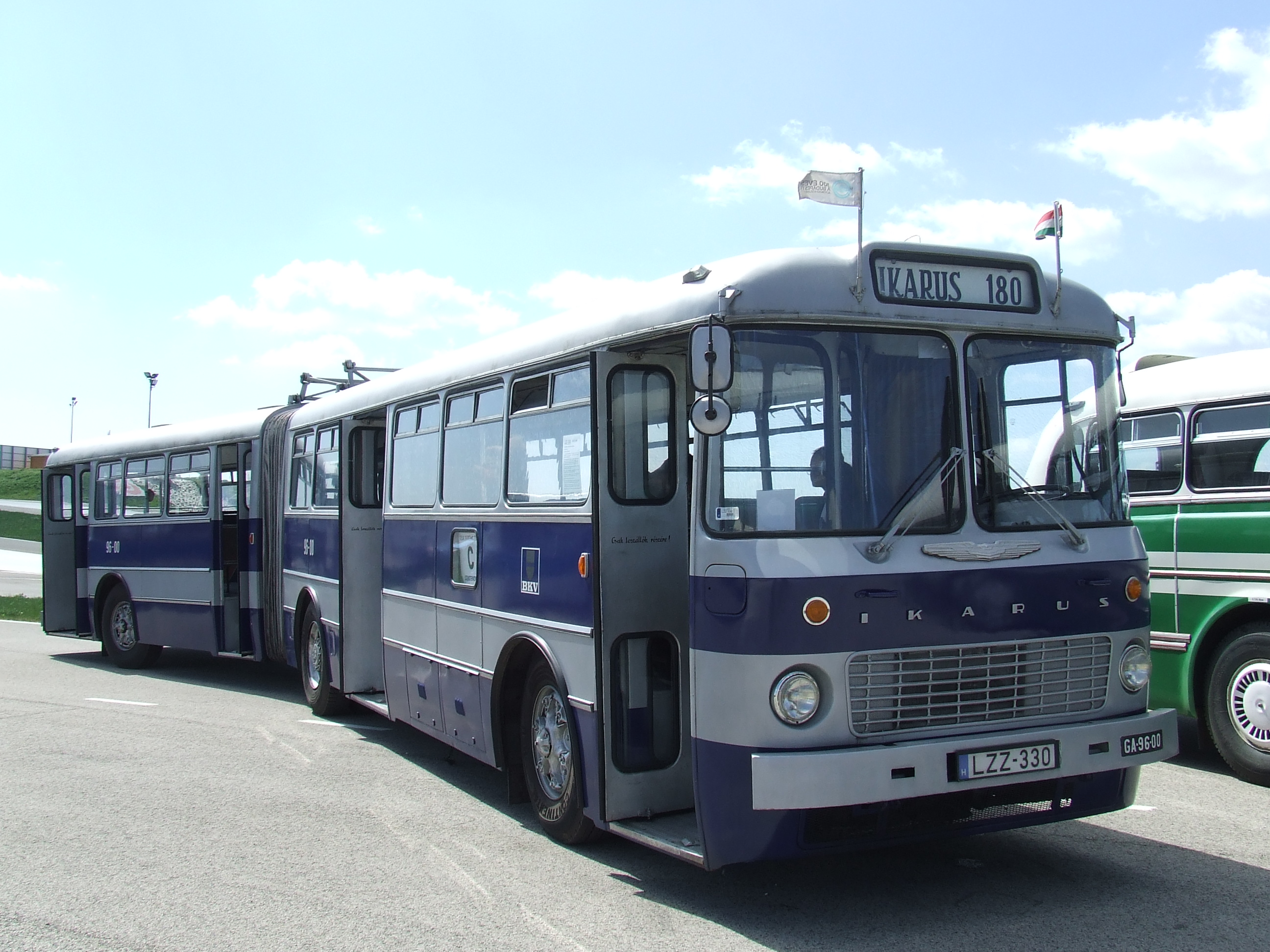
初の連節バス・イカルス180は西ドイツのバスを基に設計が行われた（2005年撮影）

それ以降もイカルスでは幾多ものモデルチェンジを経て多数のバスやトロリーバスの車種が生産されたが、その中でも代表的な車種は、1971年以降製造が実施された連節バスのイカルス280であった。この車種は約61,000両と言う大量生産が実施され、ハンガリーに加えてユーゴスラビアを除いた「東側諸国」の各都市に導入された事で知られており、ブダペストの本社工場で優先的に生産が実施された。また、同時期に生産が開始されたイカルス260についても、それを凌ぐ75,000両以上が製造されている。これらの車両の成功に加え、経済相互援助会議の方針によるバスの生産工場の集約より、1980年代にはイカルスは世界でも有数の規模を持つバスメーカーとなり、従業員はハンガリー国内だけでも10,500人を記録し、年間の製造車両数も約15,000台にまで至った。

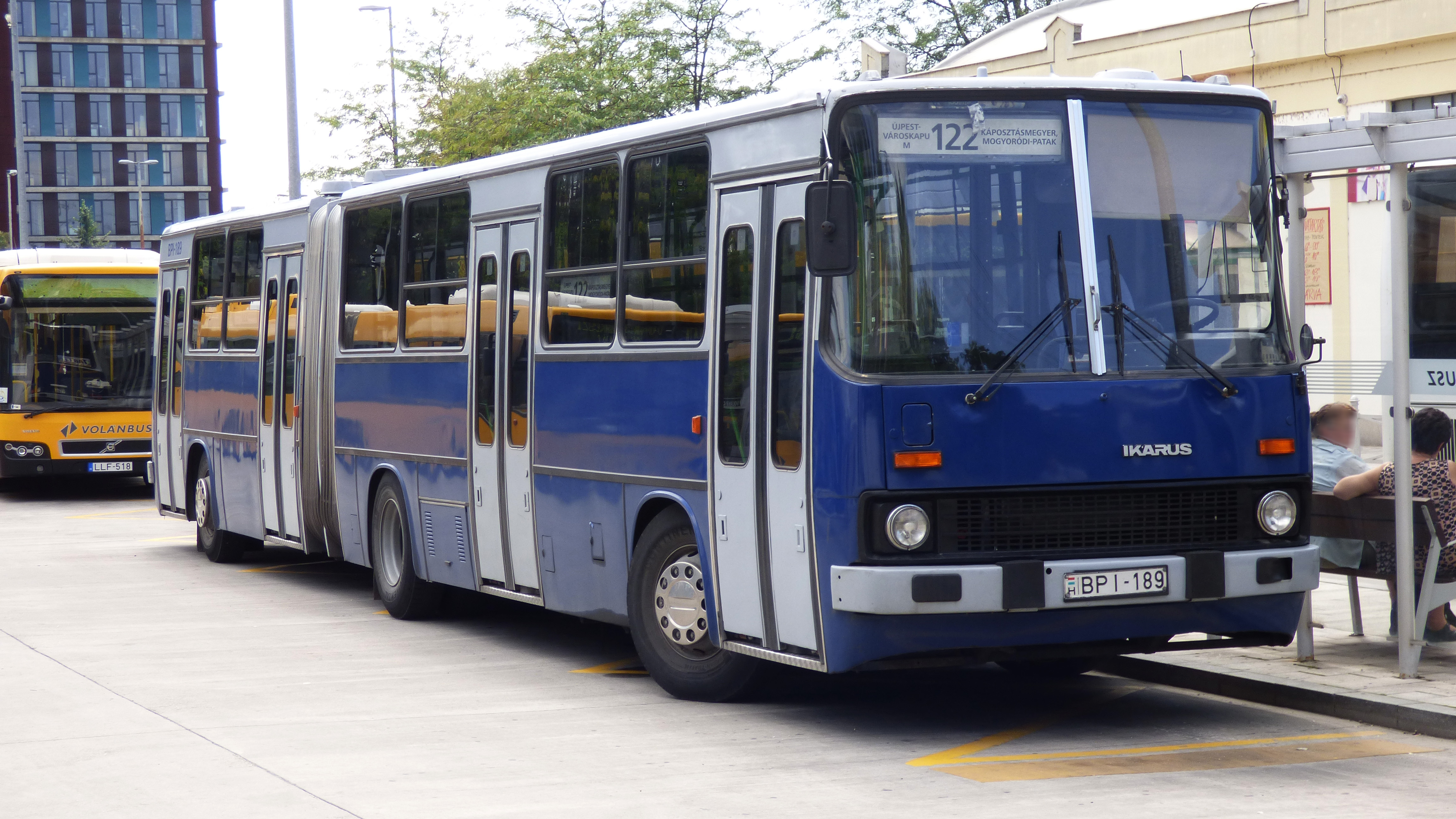
イカルス280は長期に渡って生産された（2016年撮影）
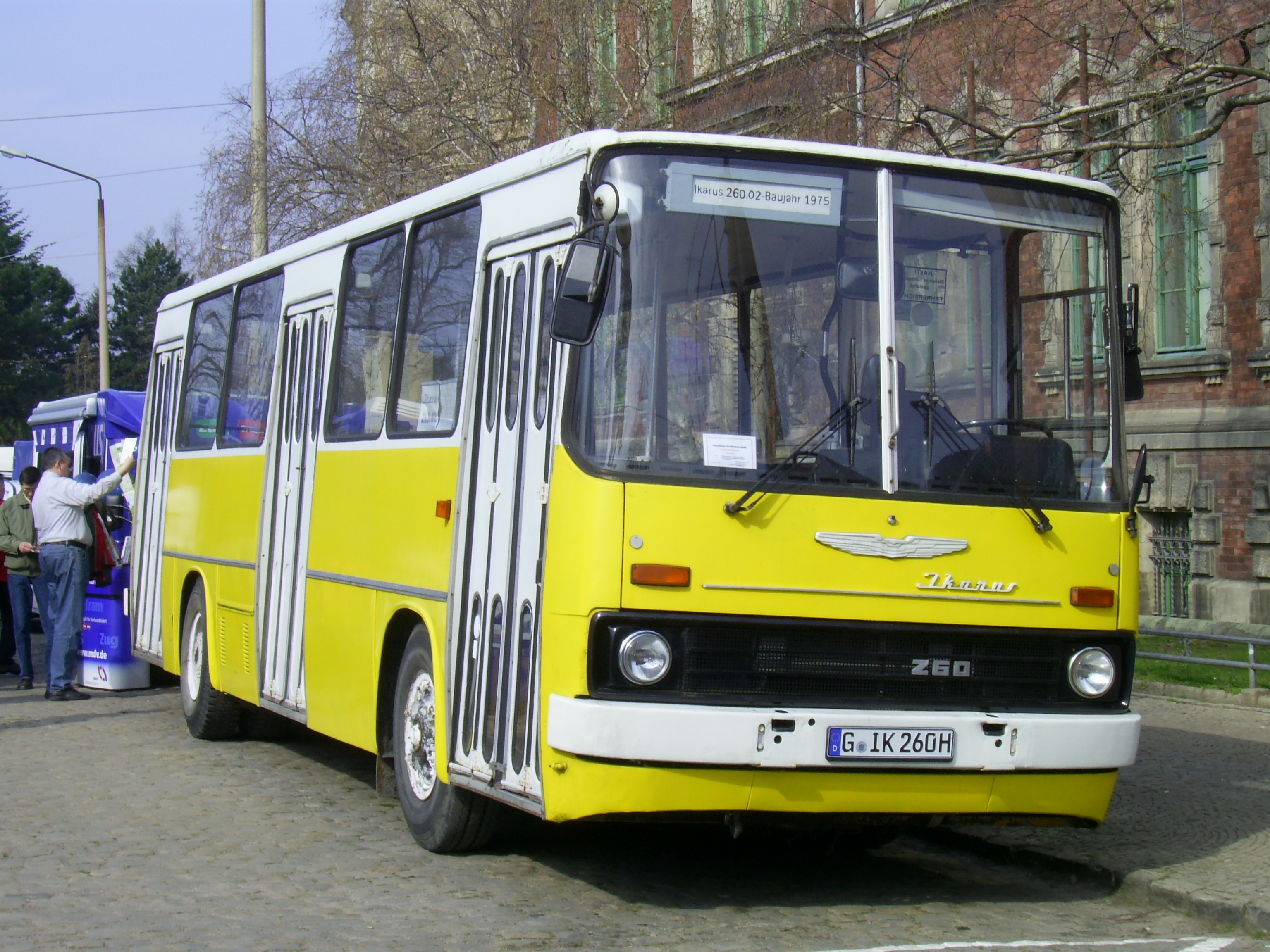
75,000両以上が生産されたイカルス260（2007年撮影）

また、イカルスは海外での最終組み立ても積極的に行われており、イラクやキューバ、アンゴラ、リビアなど各国に車体の組み立てを実施する工場が作られた。更に、いわゆる「西側諸国」に位置づけられていた西ドイツやアメリカ合衆国、カナダへも車両の導入が行われた他、これらの地域への輸出を目的とした車種の開発も実施された。

### 社会主義体制崩壊後、工場操業停止まで
1980年代後半から1990年代にかけての社会体制の変化、特にソビエト連邦の崩壊を始めとした社会主義体制の変革は、いわゆる東側諸国の企業に大きな影響を与えた。イカルスも例外ではなく、旧・西側諸国の企業との競争に晒された他、各都市からの大型納入の停止などの事態に直面した。それを受け、イカルスでは下請け企業との契約解除やそれに伴う部品の自社生産などの合理化を進めた一方、新型モデルの開発も継続して行った。その中には、世界初のノンステップ連節バスであるイカルス417も含まれていたが、これを含め、1990年代以降のイカルス製の新型バスは技術的な問題を始めとした要因でどれも大量生産は実施されなかった。
そして1999年、経営難に陥ったイカルスはフランスのイリスバスによって買収されたが、以降も業績が回復する事は無く2000年にブダペストのマーチャーシュフェルド地区の工場を用いた生産が終了し、残されたセーケシュフェヘールバールについても2003年をもって操業を停止した。最後に生産されたのは、社会主義時代から長期に渡って生産されたイカルス280であった。

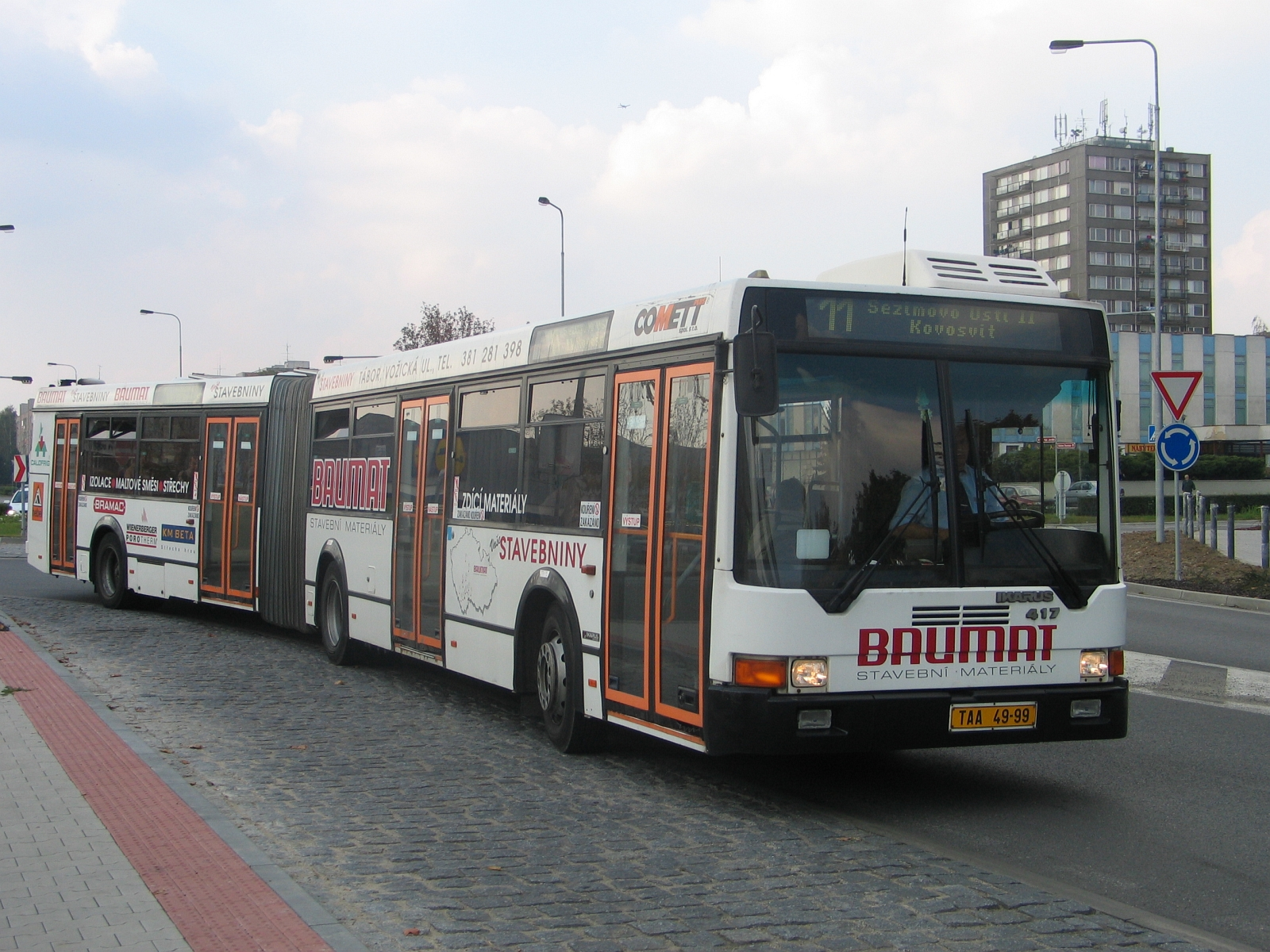
ノンステップ連節バスのイカルス417（2006年撮影）
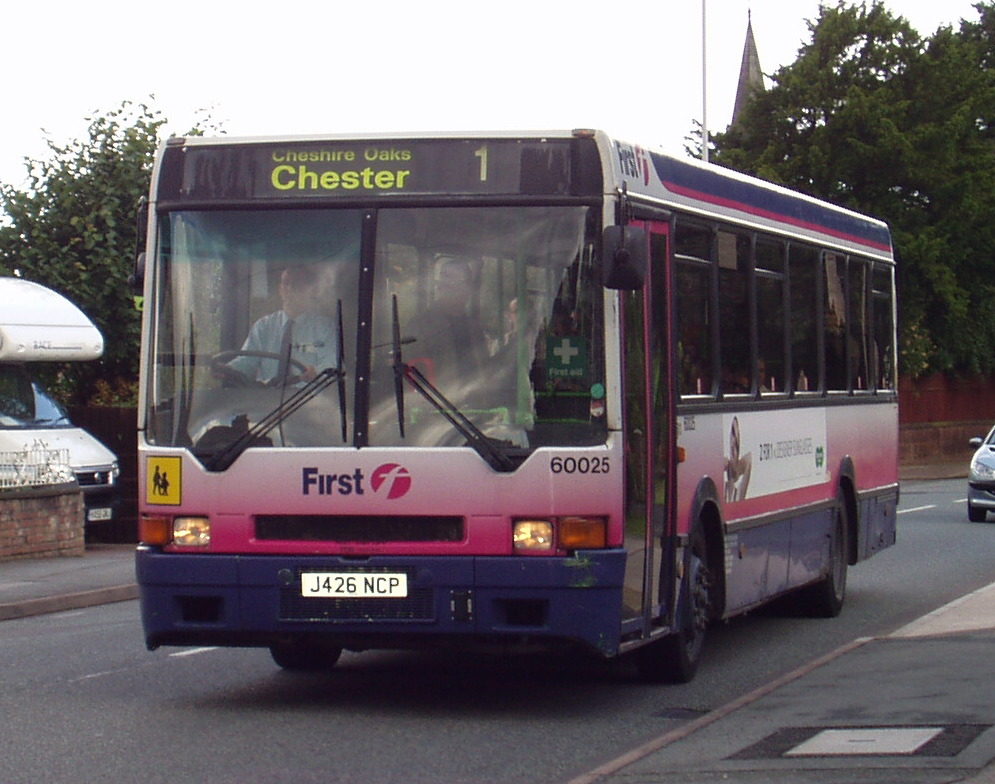
イギリス向けモデルだったイカルス480（2007年撮影）

### 主要子会社

#### イカルスEAG
ハンガリーが社会主義国家であった時代の1967年、イカルス社は従来の大量生産車両に加えて特別設計や少量の発注に対応するため、独立した部門として「イカルス・ユニーク工場（Ikarus Egyedi Gyáregység）」を設立し、マーチャーシュフェルド地区の工場を用いた独自の生産を開始した。世界各地のメーカーが製造したシャーシを活用したこれらのバスは本国・ハンガリーに加え、西ドイツやスウェーデン、アラブ諸国など多数の国から発注を受け、1989年には独立した企業「イカルス・ユニークバス会社（Ikarus Egyedi Autóbuszgyár）」、通称「イカルスEAG」となった。以降も同社は高い業績を獲得したが、1999年にイカルスと同様に同社を買収していたフランスのイリスバスは同社の閉鎖を決定し、2007年に製造された2両のバスをもって生産を終了した。

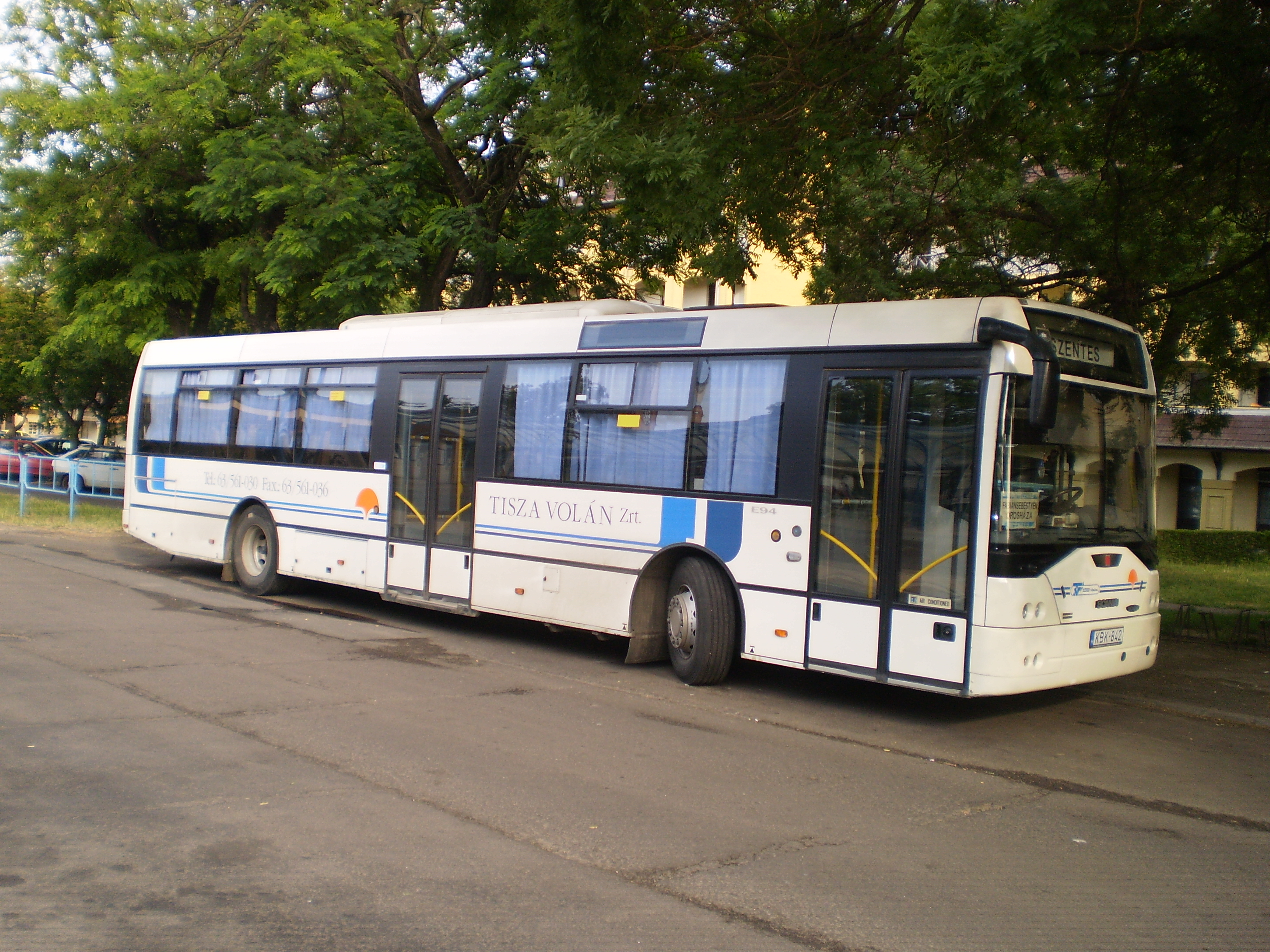
イカルスEAGが生産したバス・E94

#### アメリカン・イカルス
1980年代、イカルスは他企業との連携によりアメリカ合衆国やカナダ向けの車両を輸出した。その後、イカルスは北米諸国向けの車両生産施設を確保するため、子会社の「アメリカン・イカルス（American Ikarus）」を設立したが、親会社の経営不振が要因となり、イギリスのベンチャー企業の子会社となった後、1993年に「ノース・アメリカン・バス・インダストリーズ（North American Bus Industries、NABI）」として再出発を遂げた。
その後も同社は高い業績を記録したが、2013年にアメリカのバスメーカーであるニューフライヤー（New Flyer）に買収され、2015年までに工場の操業を終了している。

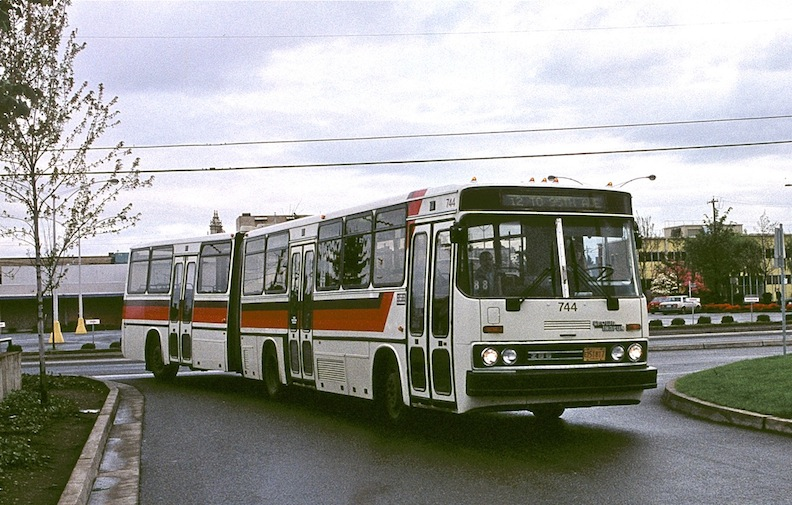
アメリカ向けのイカルス286（1993年撮影）

### 「イカルス」ブランドの継承
2006年、ハンガリーで実業家のガボール・セレス（Gábor Széles）が所有する「ハンガリー・バス株式会社（Magyar Busz Kft.）」が設立され、セーケシュフェヘールバールに立地していた工場の敷地や生産権を、イカルスを買収したイリスバスから購入した。同社によるバス生産は僅かな台数に終わったものの、起業家はARC（Auto Rad Control Kft.）と協力して「イカルス」のブランドを冠したバスの生産を2010年に復活させ、同ブランドの商標登録も実施した。この「イカルス」ブランドのバスが製造されている工場を所有する「イカルス交通技術会社（IKARUS Járműtechnika Kft.）」、通称「イカルス」や、同じく「イカルス」の名を冠する幾つかの企業は、2025年現在ムスツェルテクニカ・ホールディング（Műszertechnika-Holding Zrt.）の傘下となっている。
一方、2006年には別の実業家がマーチャーシュフェルド地区の工場を買収し「MABIバス株式会社」（MABI Bus Kft）を設立した。その後、同社は社名を「イカルス・エゲディ株式会社（Ikarus Egyedi Kft.）」に変更し、「イカルス」ブランドの商標登録を2016年に実施したが、その結果、イカルス交通技術会社との間にこの商標を巡る訴訟が勃発した。ただし、このイカルス・エゲディ株式会社は発注分の生産が出来なかった事や電気バスを始めとした製造した車種に問題が発生した事が起因となり、2018年に破産手続きが行われている。

### 2020年代以降の動き
2025年現在、セーケシュフェヘールバールの工場で生産が実施されている「イカルス」ブランドのバスは、中国の中国中車（CRRC）の協力によって開発が行われた電気バスである。これは2021年に最初の車両が発表されたもので、生産にあたってはイカルスと中国中車の合弁企業である「エレクトロバス（Electrobus Europe Zrt.）」が2018年に設立されている。

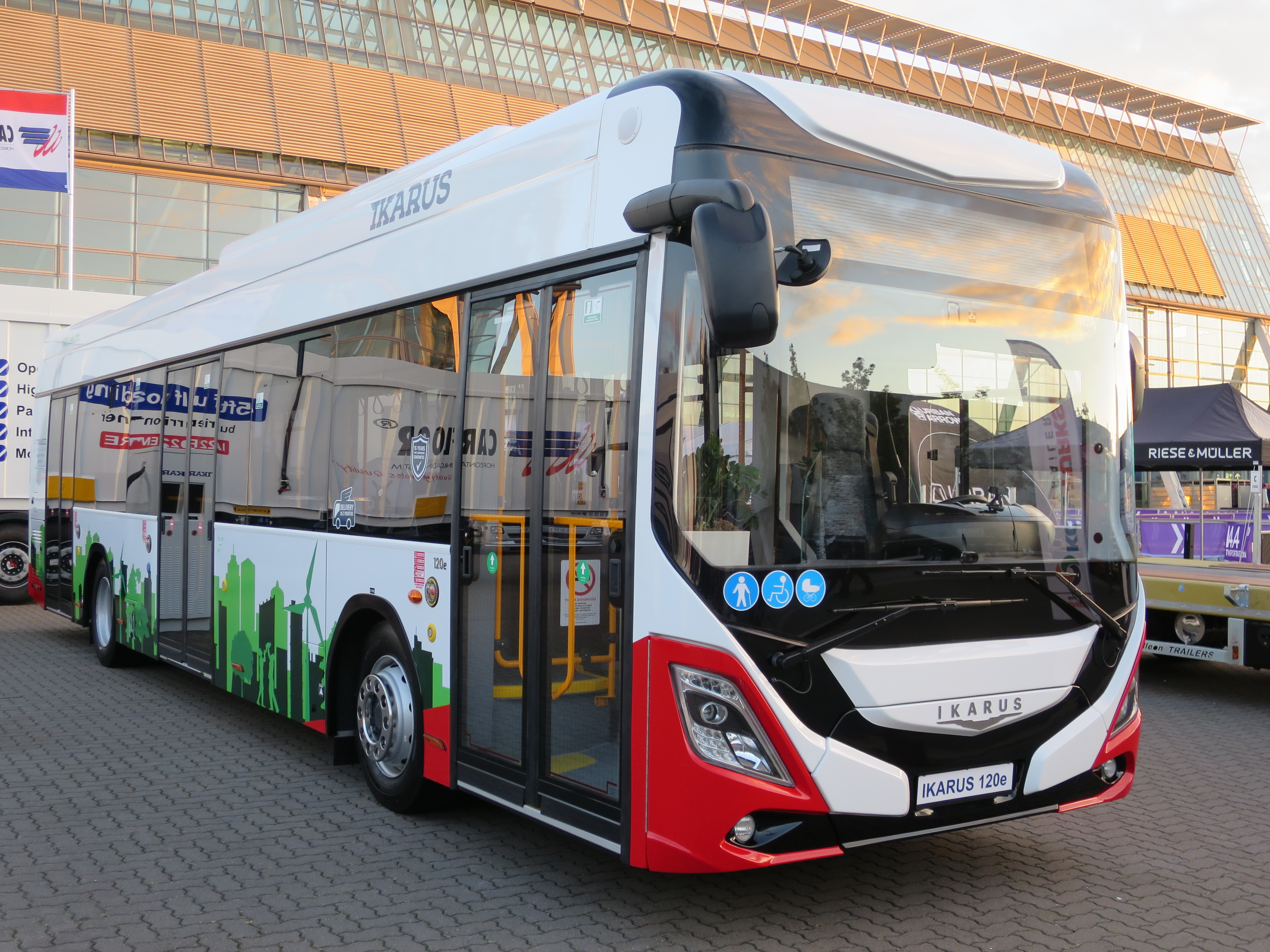
中国企業との合弁事業で生産されている「イカルス」ブランドの電気バス（2022年撮影）

### ロゴマークの変遷

創業時のロゴマーク
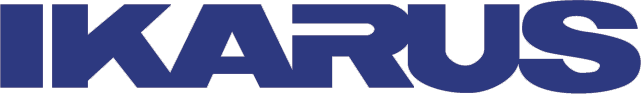
「イカルス」のロゴマーク
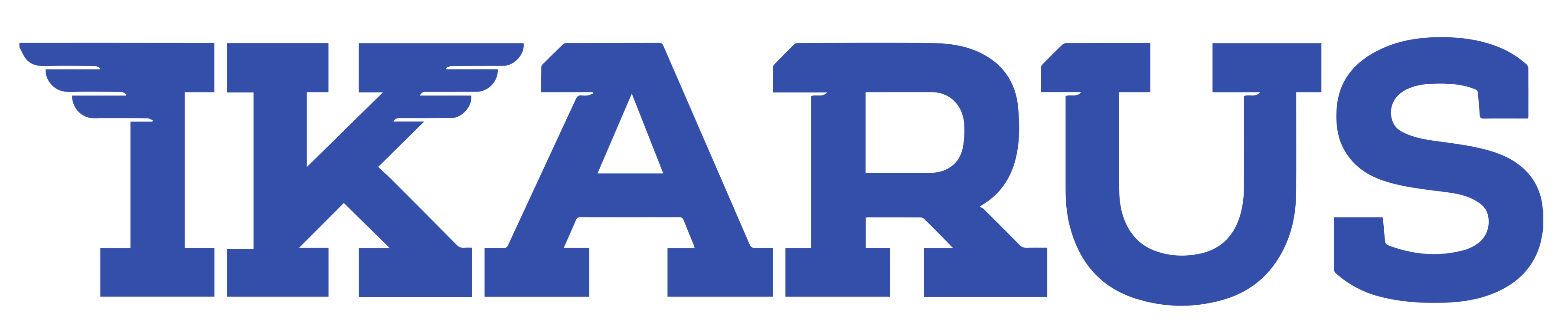
2015年以降のロゴマーク
2023年以降のロゴマーク

## 主要車種
以下、イカルス社およびイカルスEAGが製造した車種および「イカルス」ブランドのもとで製造された車種を取り上げる。

### バス車両

イカルスEAG製車両
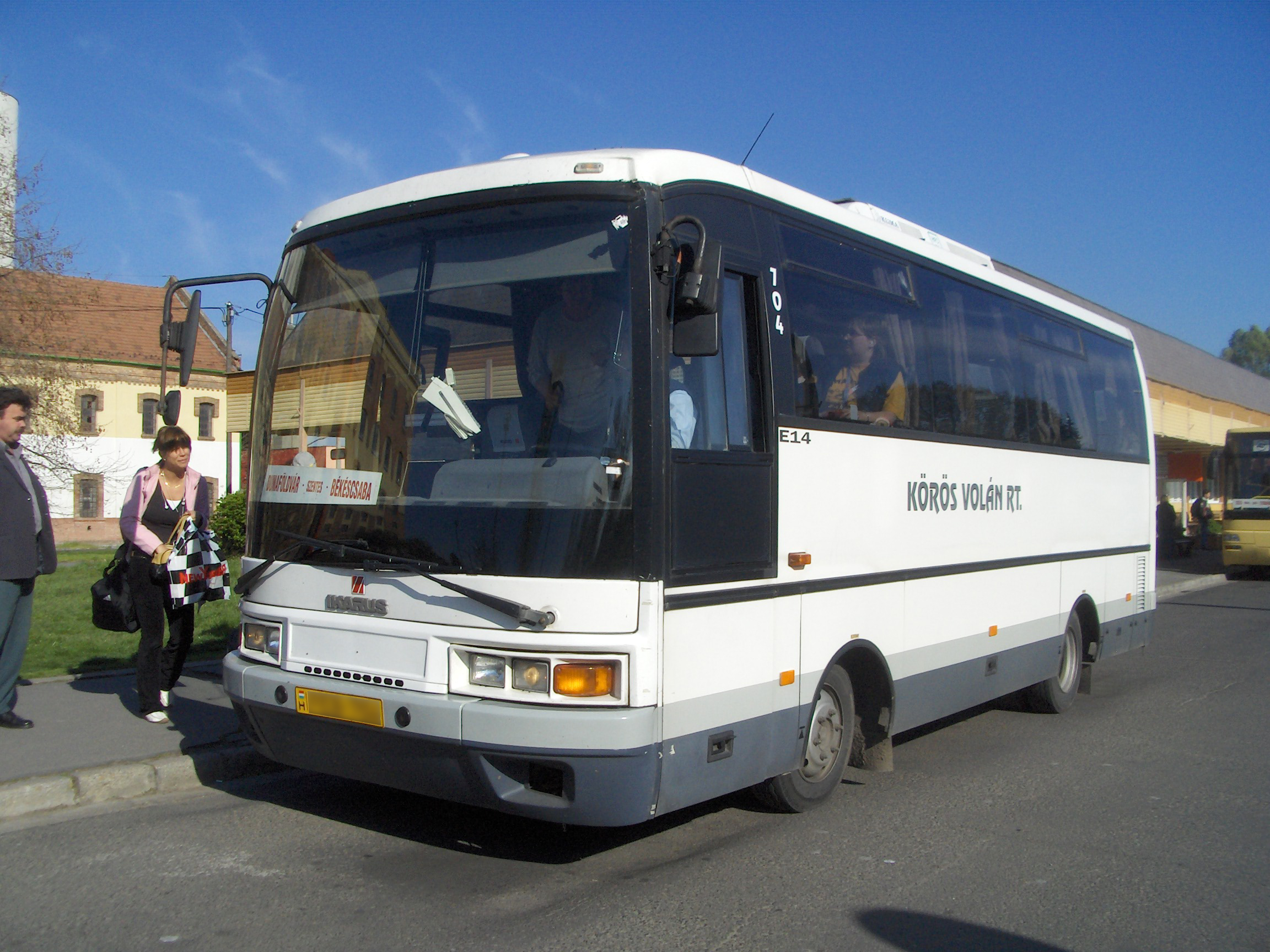
イカルスE14
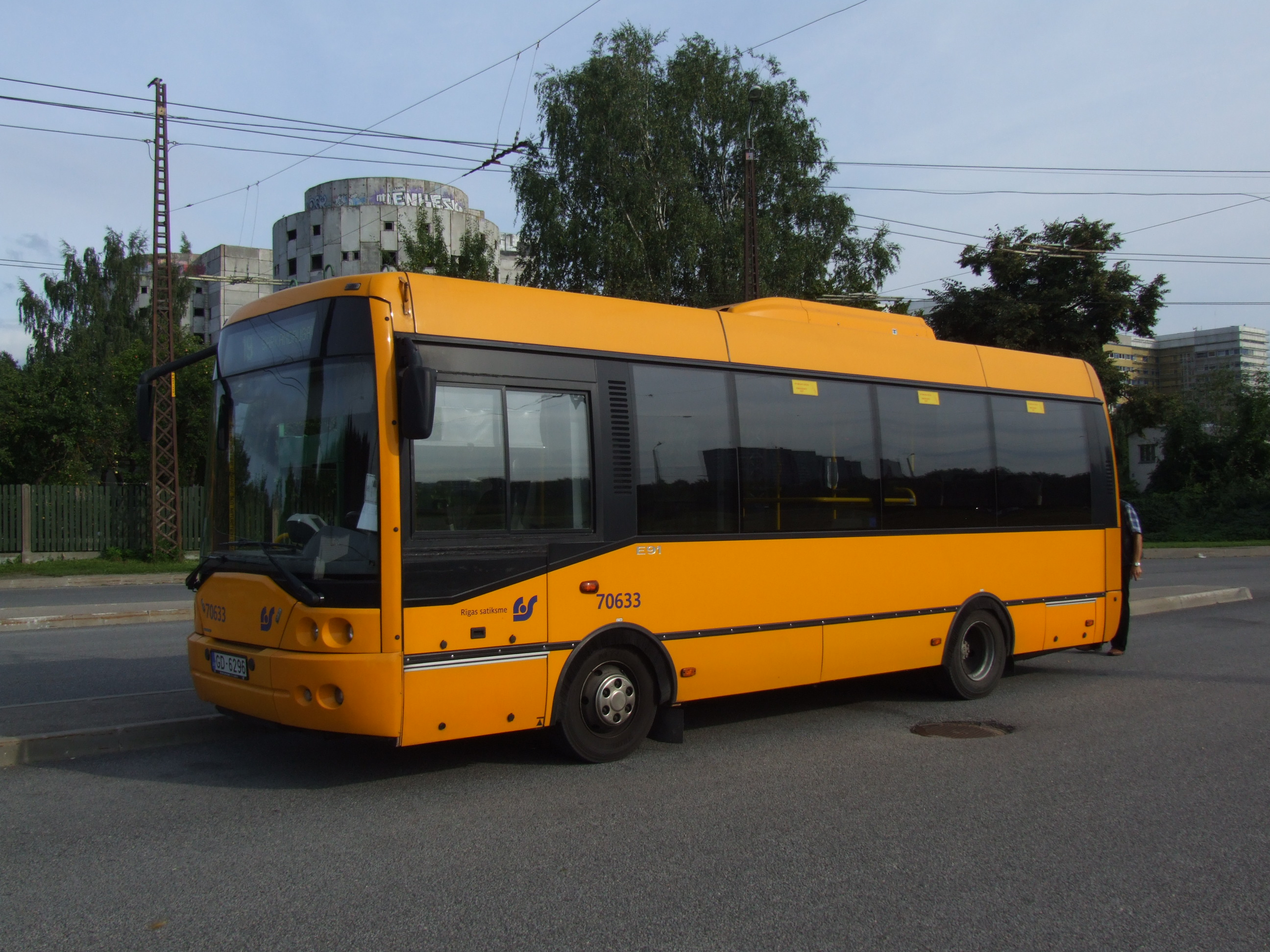
イカルスE91
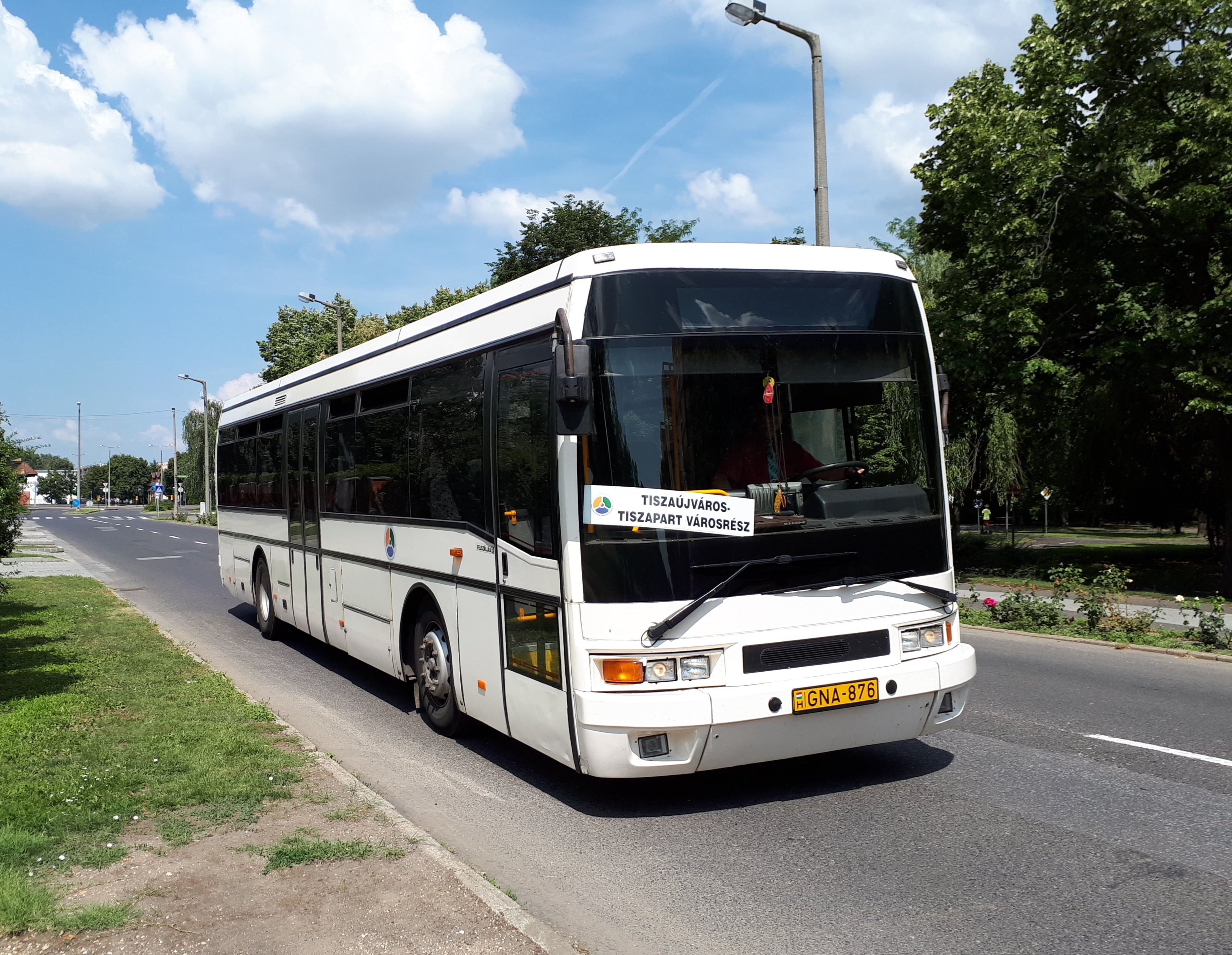
イカルスE94
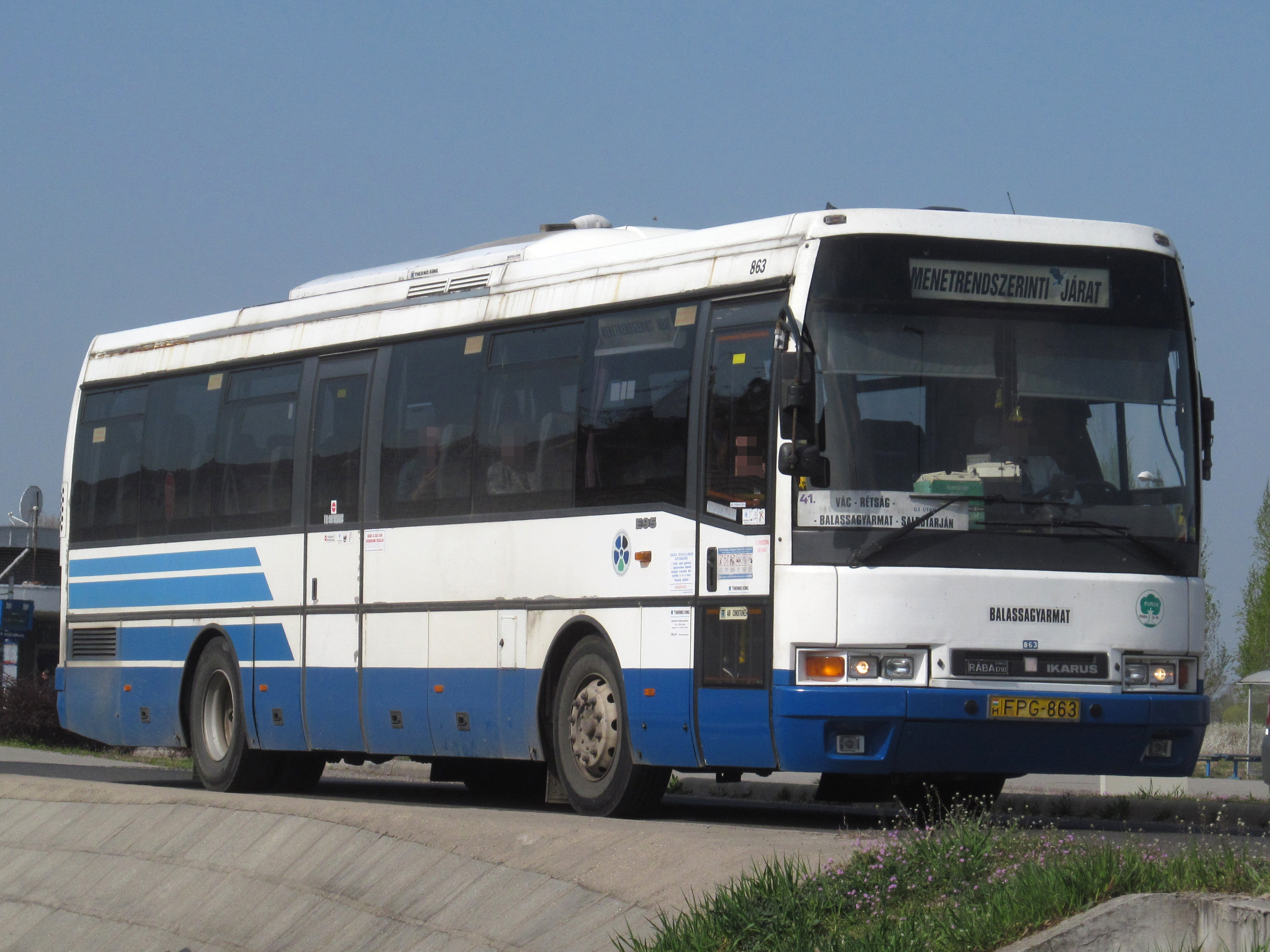
イカルスE95

イカルス・エゲディ製車両
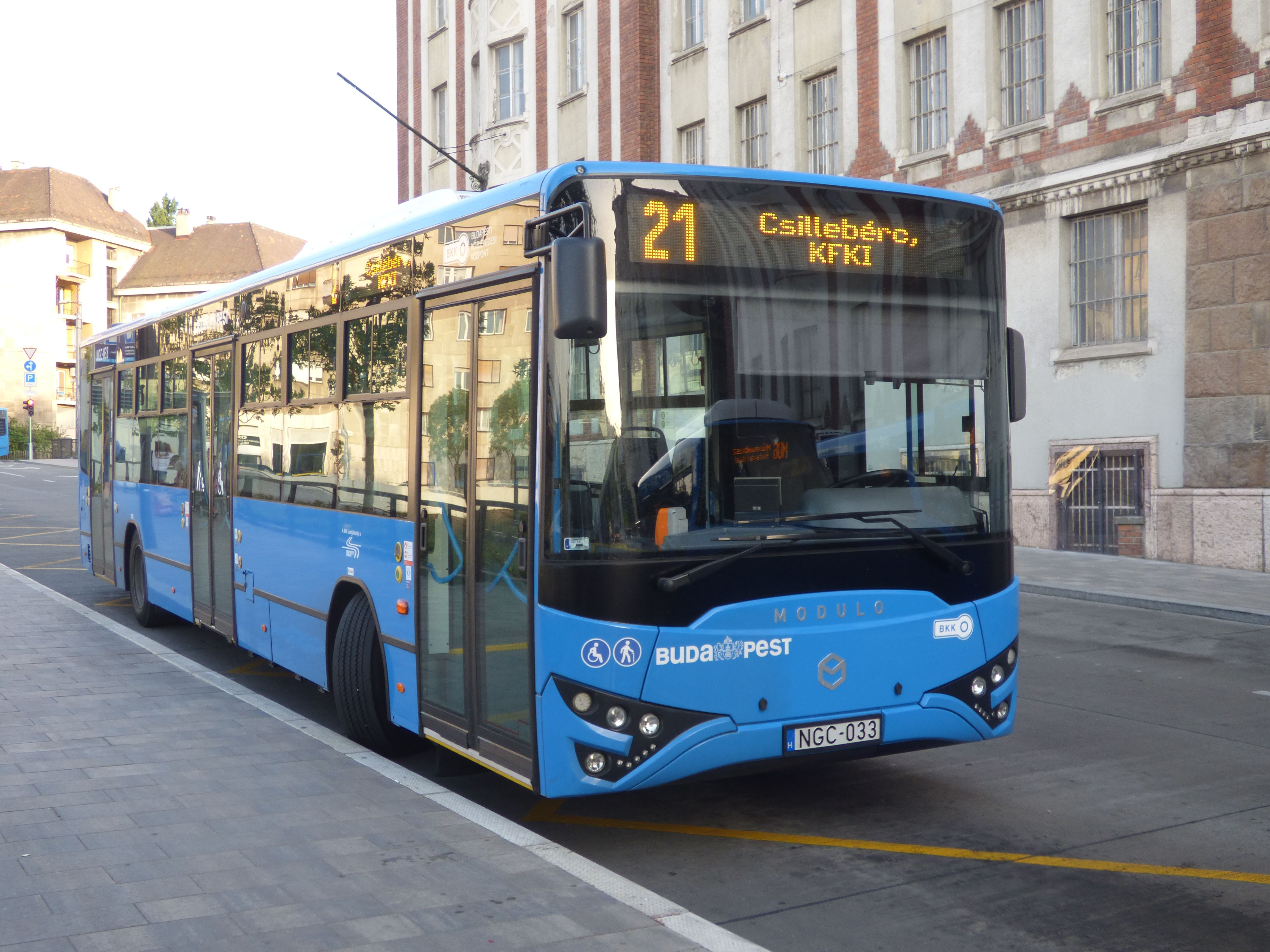
モデュロ・M108d（イカルスV127）
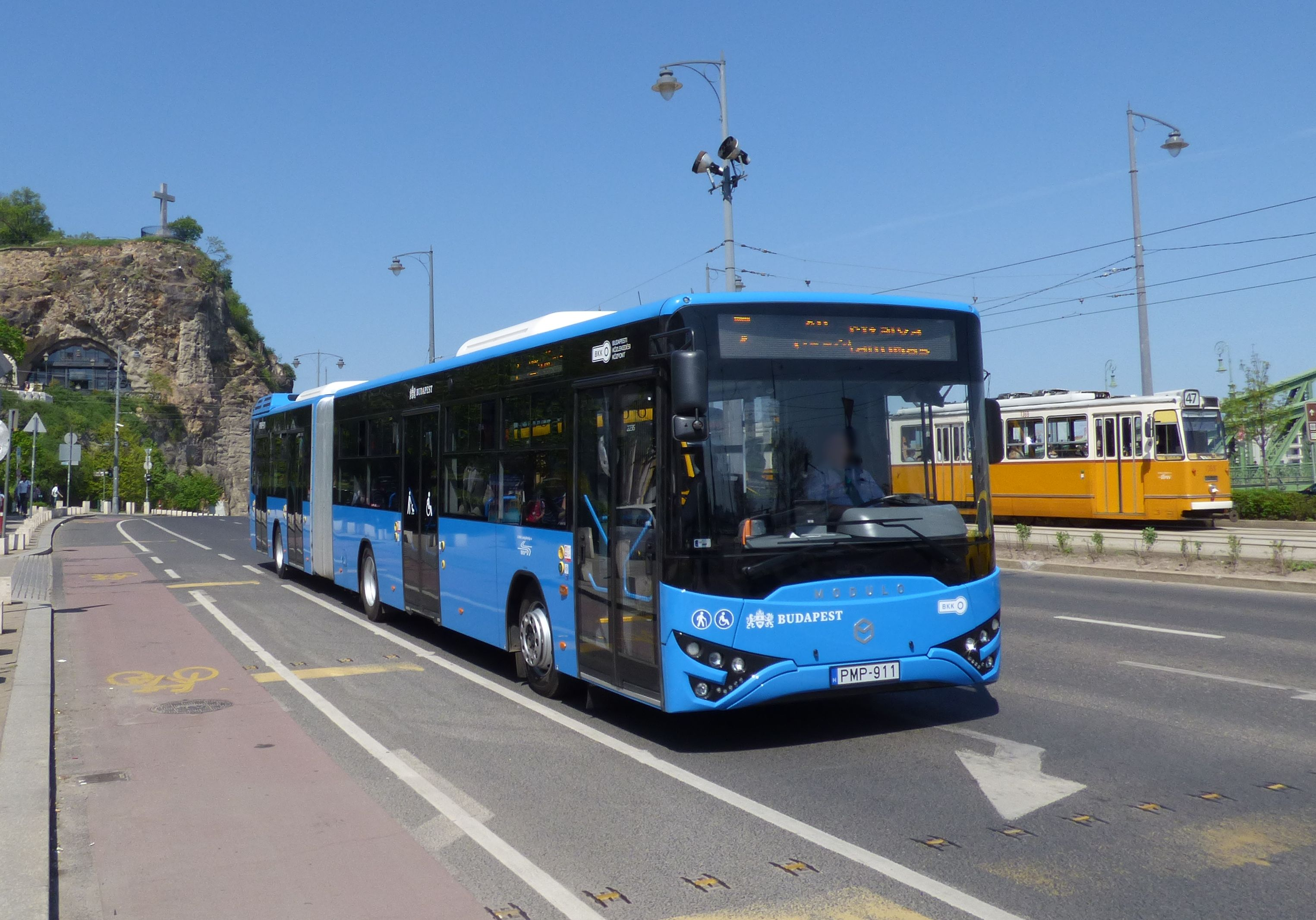
モデュロ・M168d （連節バス）
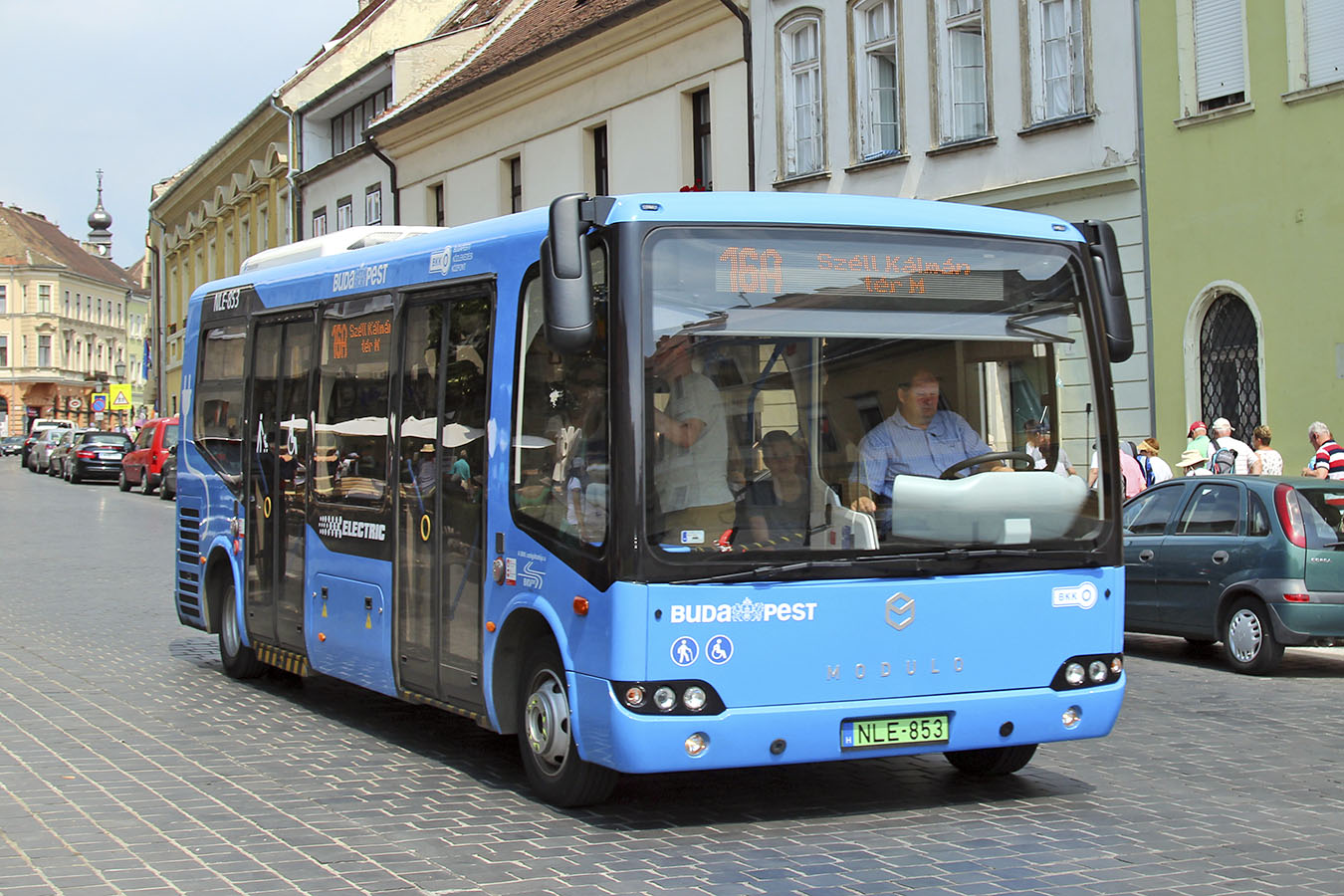
モデュロ・C68e （電気バス）

エレクトロバス製の電気バス
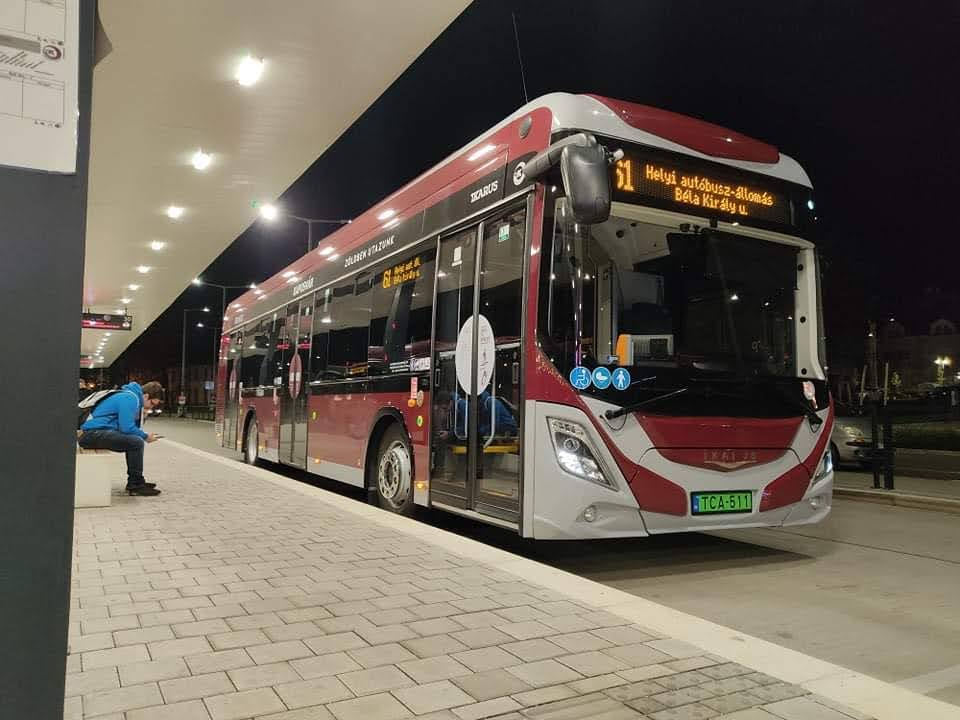
イカルス120e「シティパイオニア」 （電気バス）

初期の車種
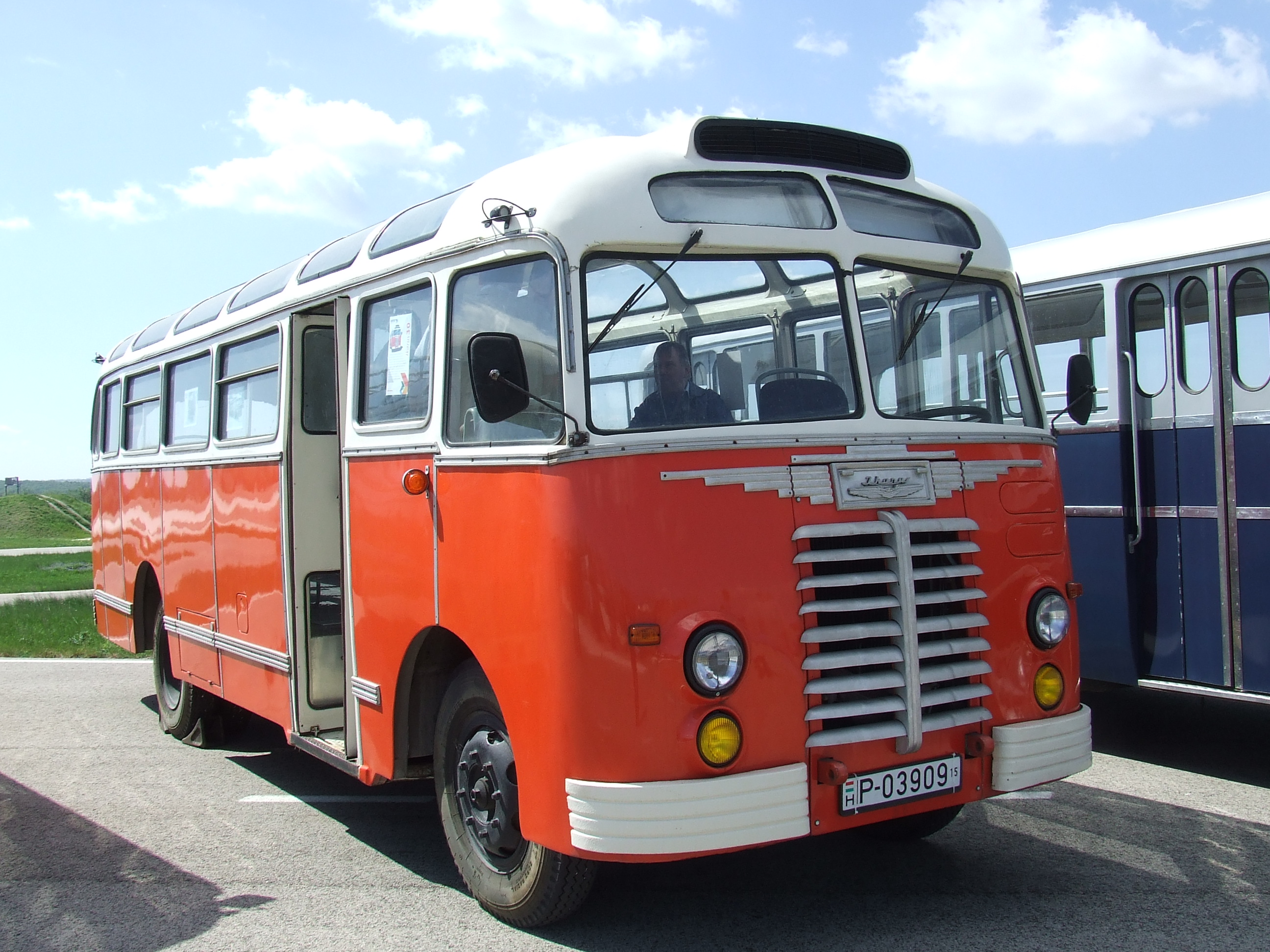
イカルス30（ハンガリー語版）
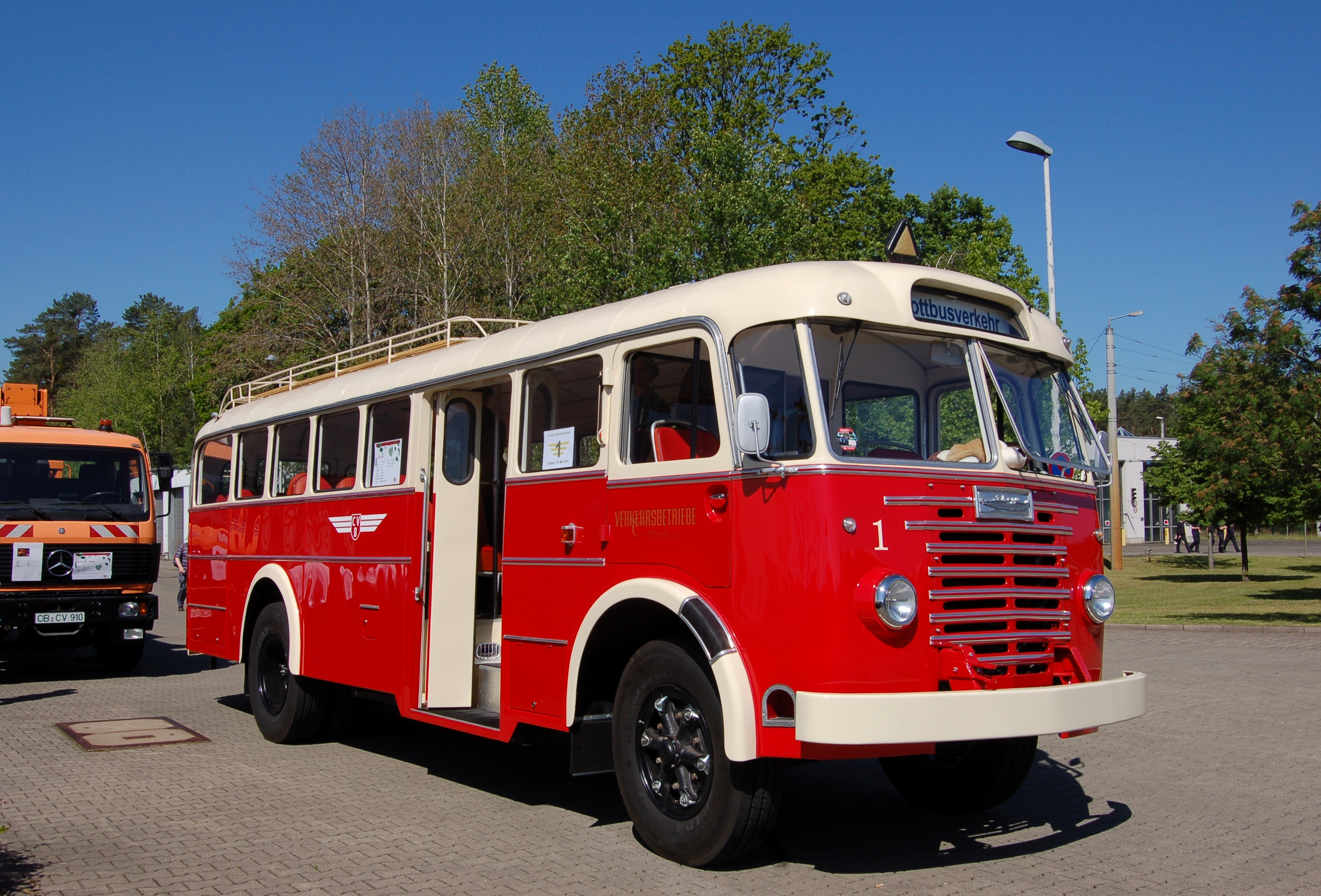
イカルス60（ハンガリー語版）
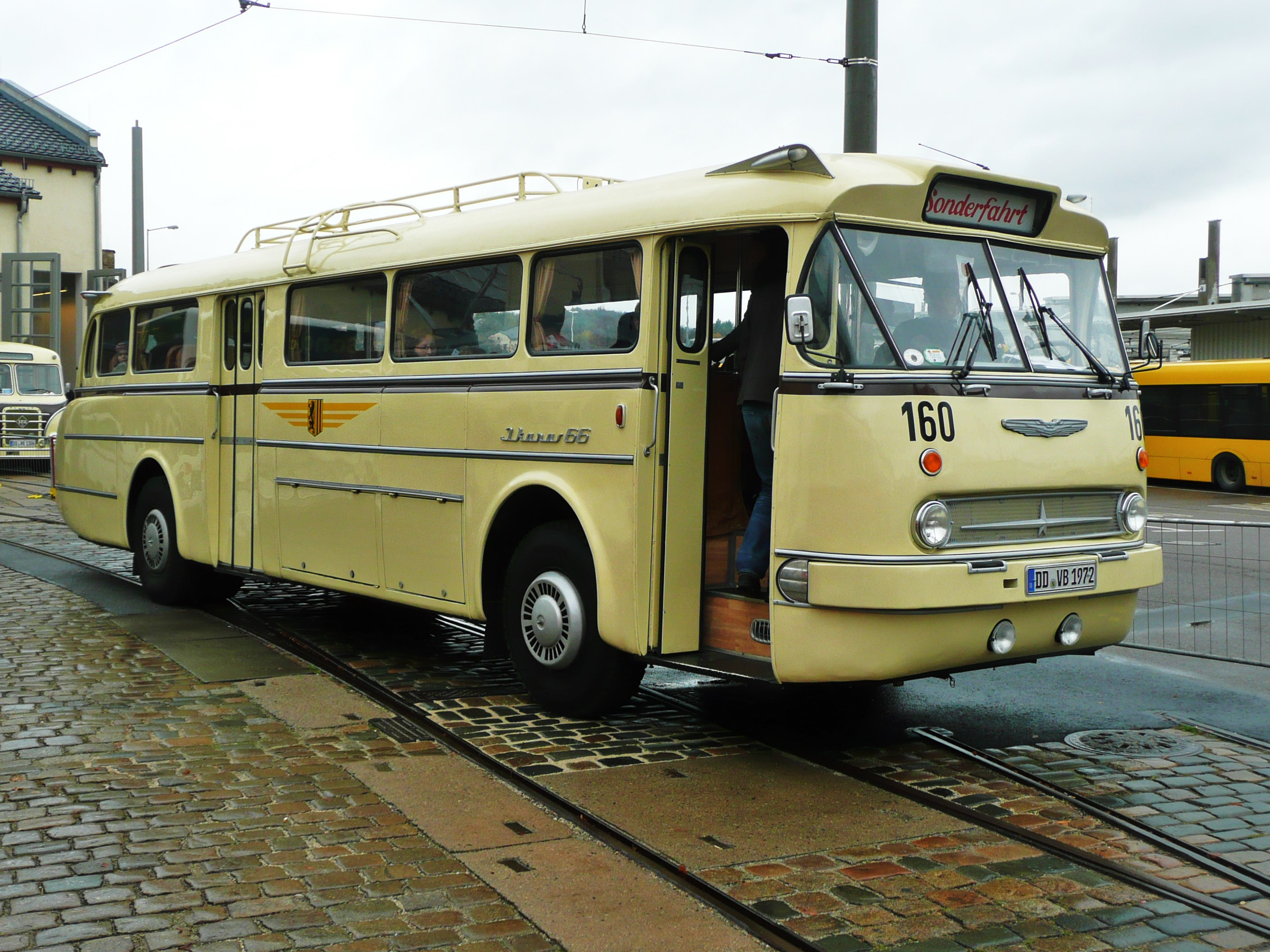
イカルス66（ハンガリー語版）
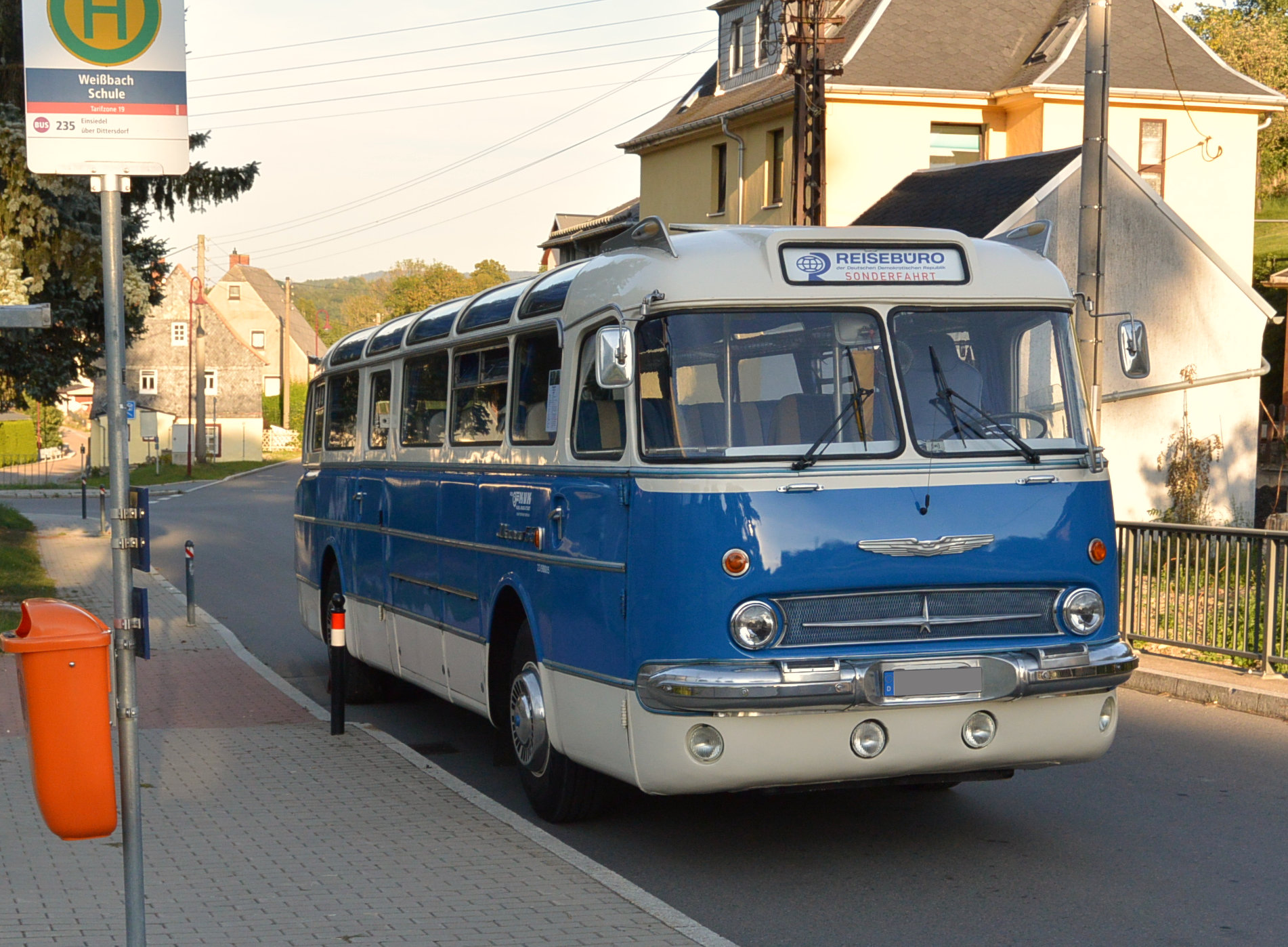
イカルス55（ハンガリー語版）
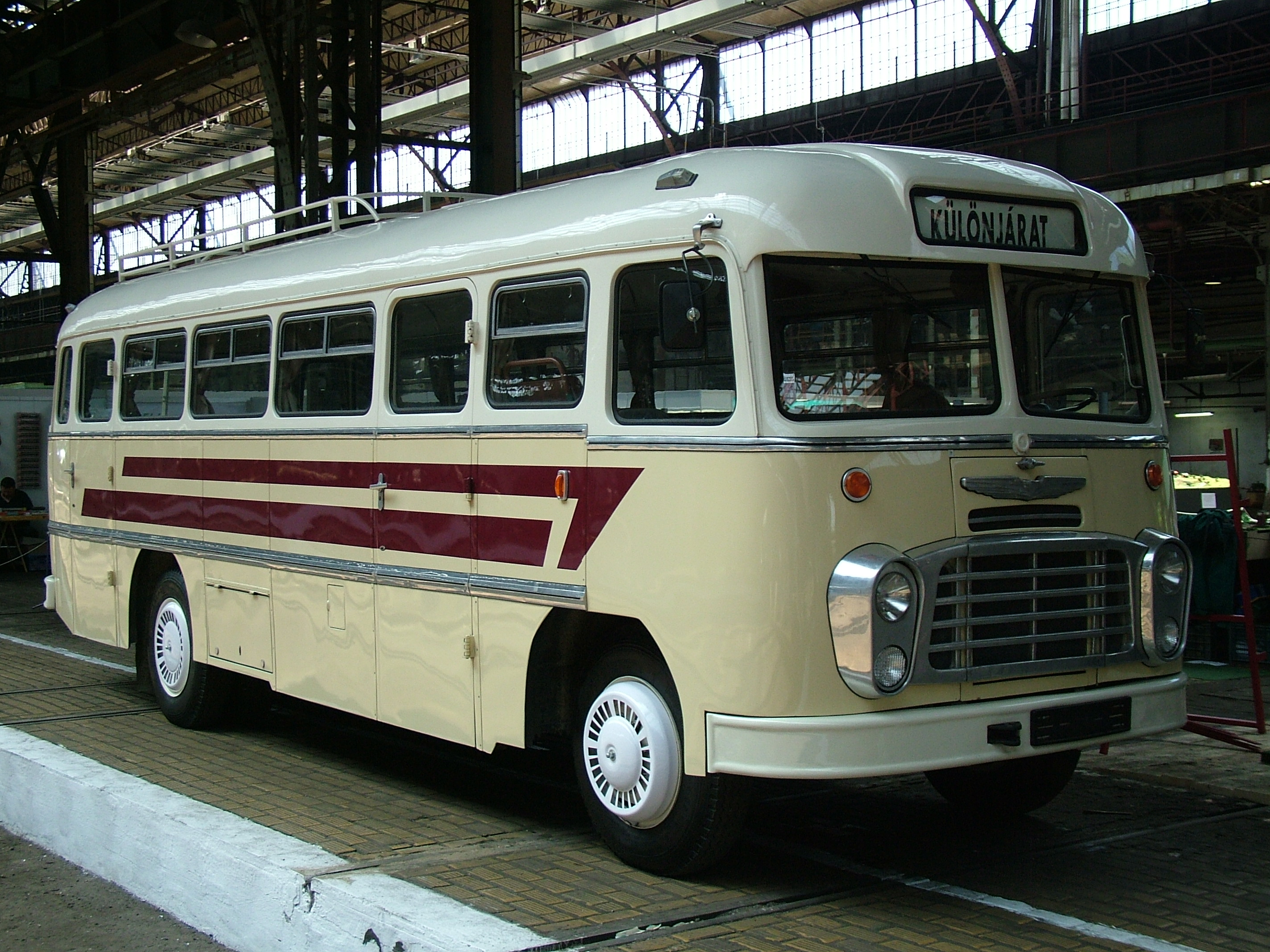
イカルス31（ハンガリー語版）
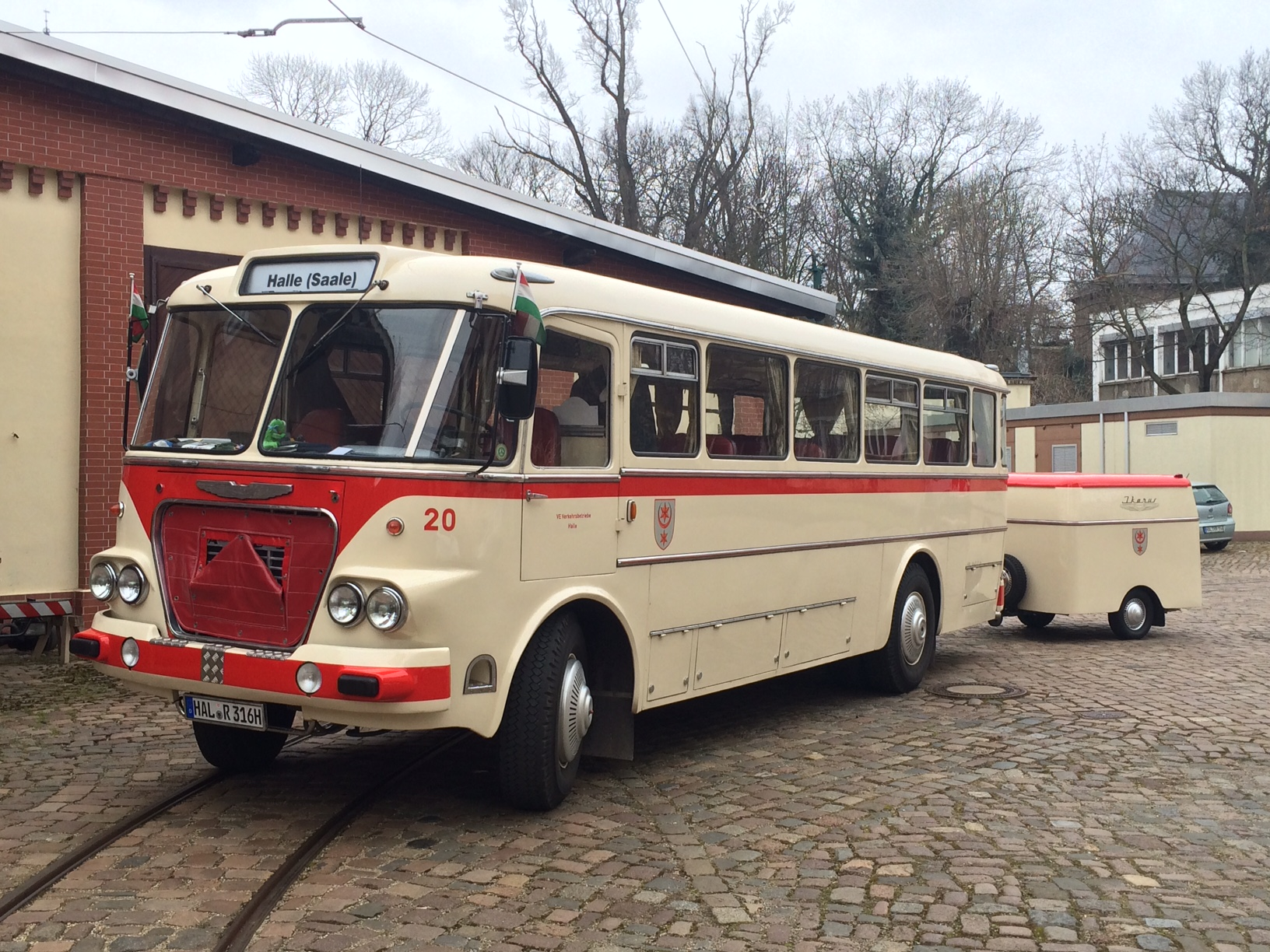
イカルス630（ハンガリー語版）
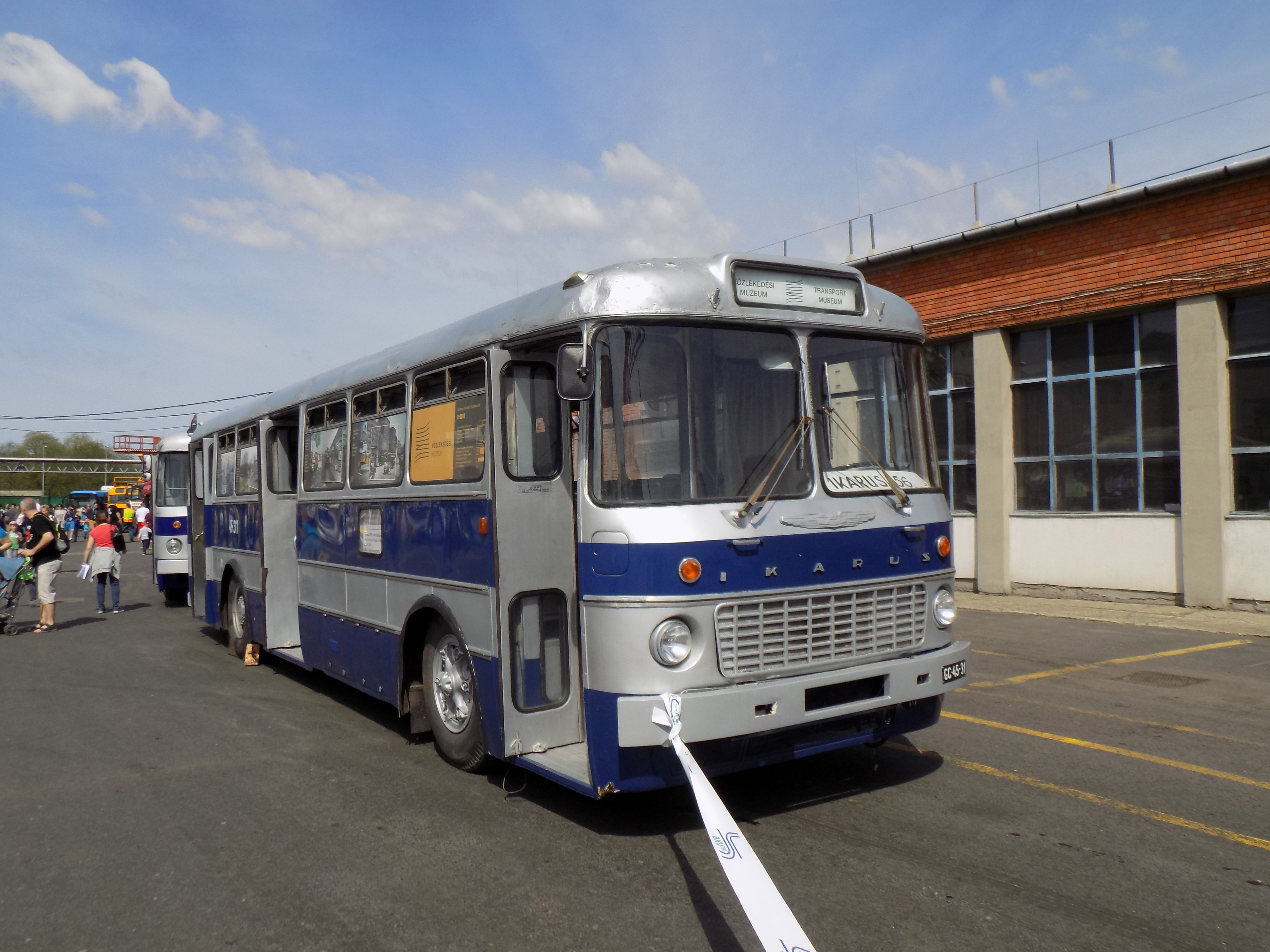
イカルス556（ハンガリー語版）
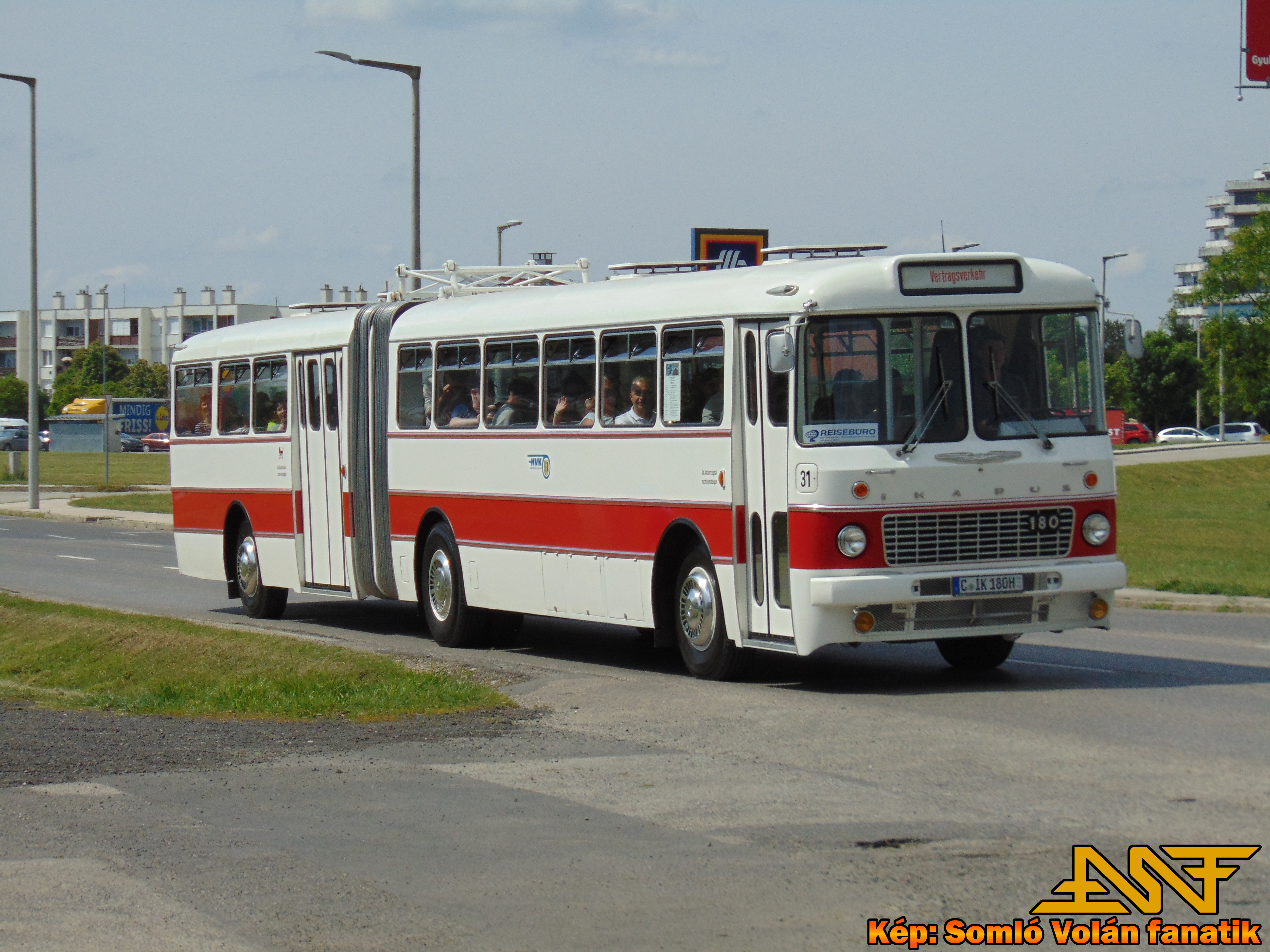
イカルス180（ハンガリー語版） （連節バス）

「400シリーズ」
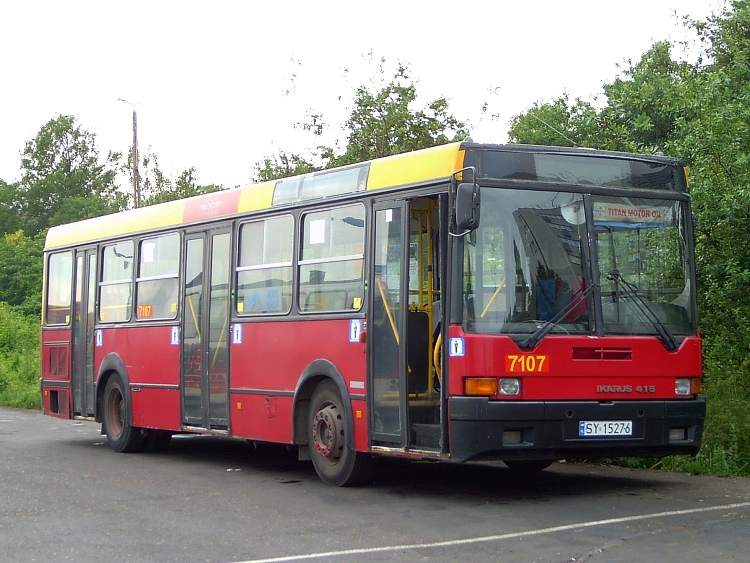
「200シリーズ」
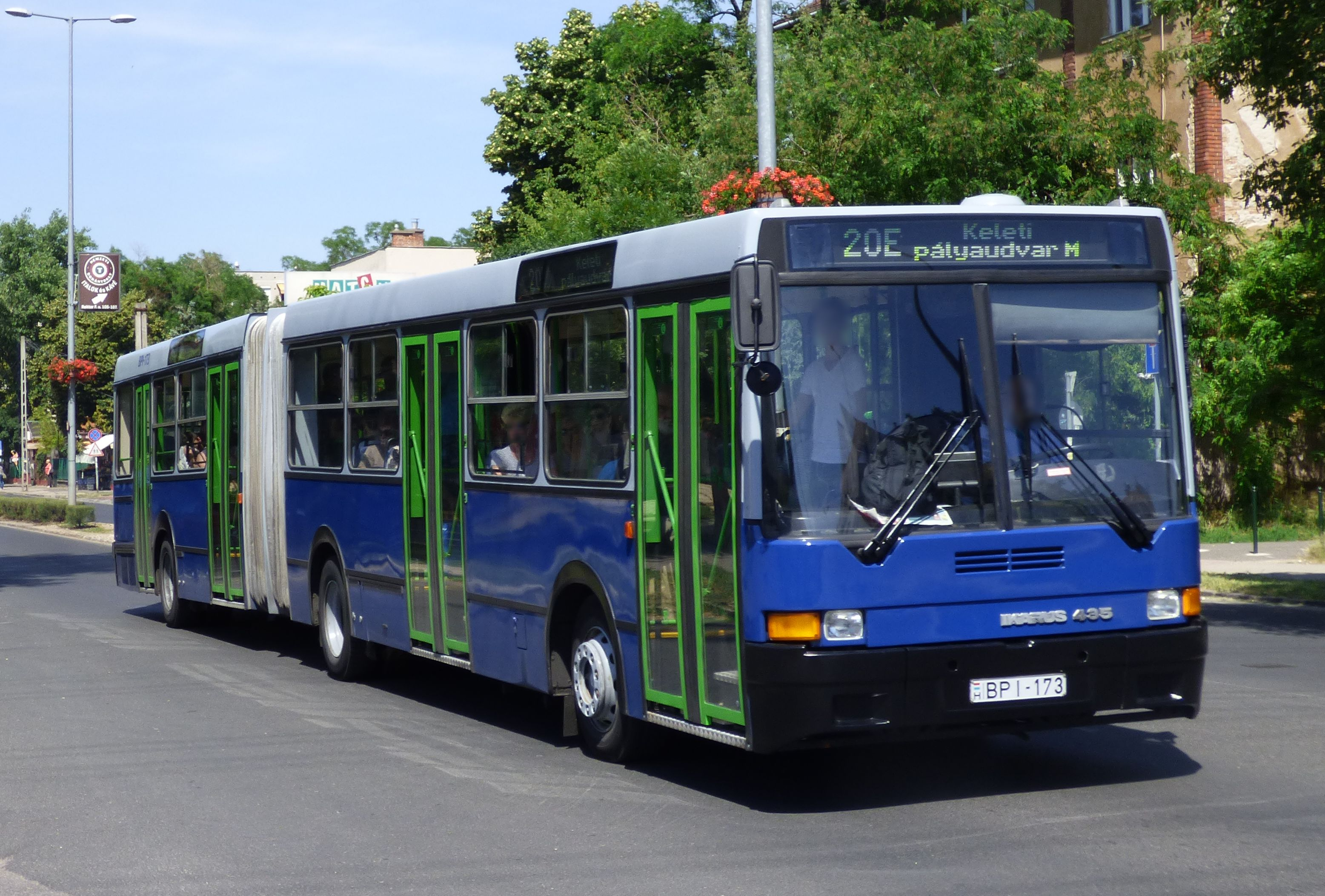
イカルス250（ハンガリー語版）
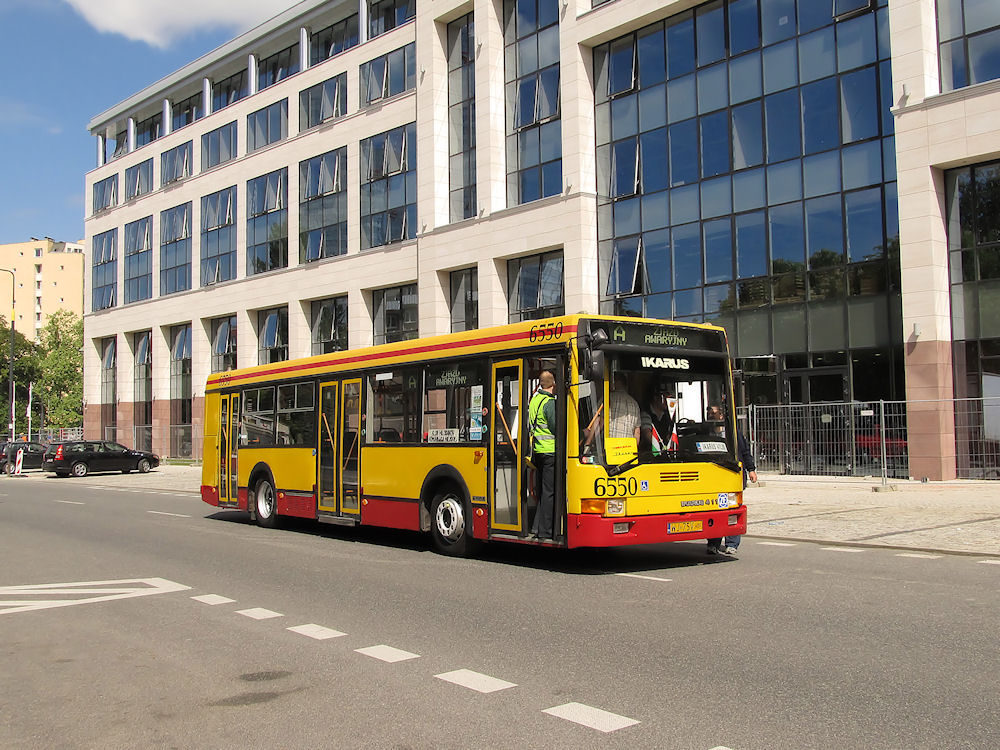
イカルス260（ハンガリー語版）
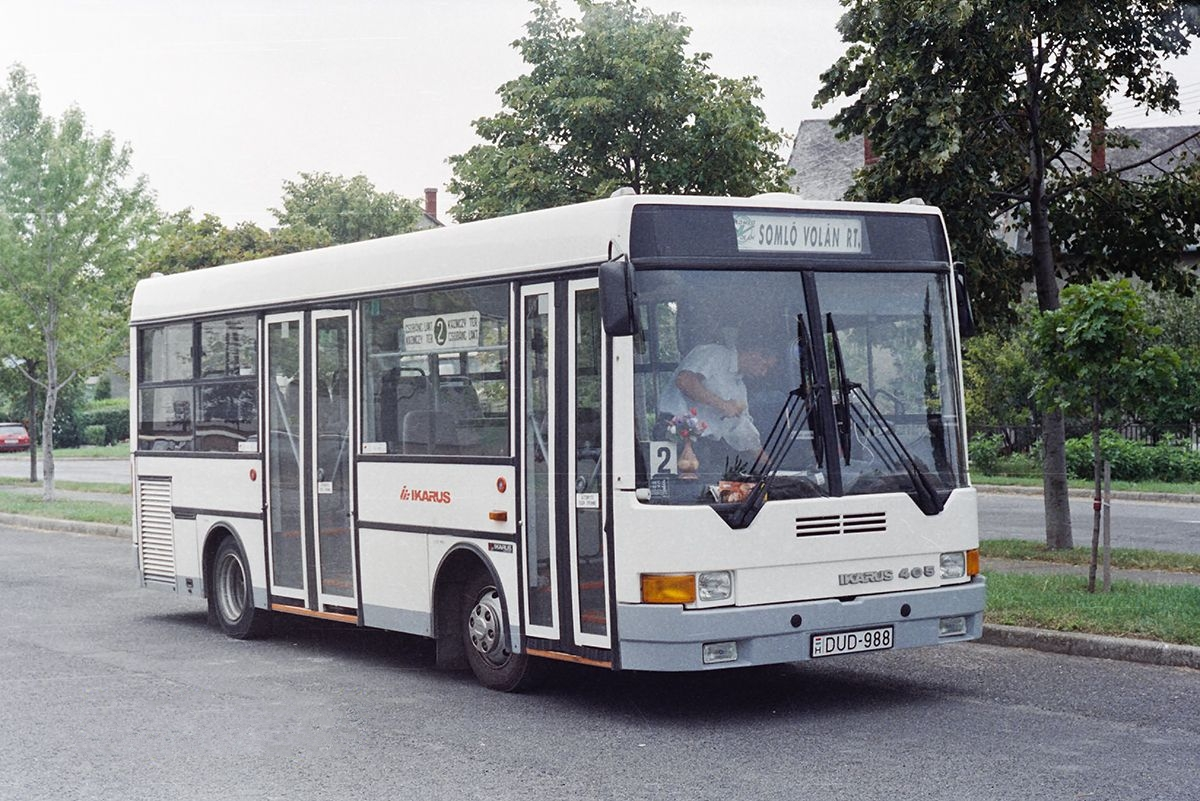
イカルス266（ハンガリー語版）
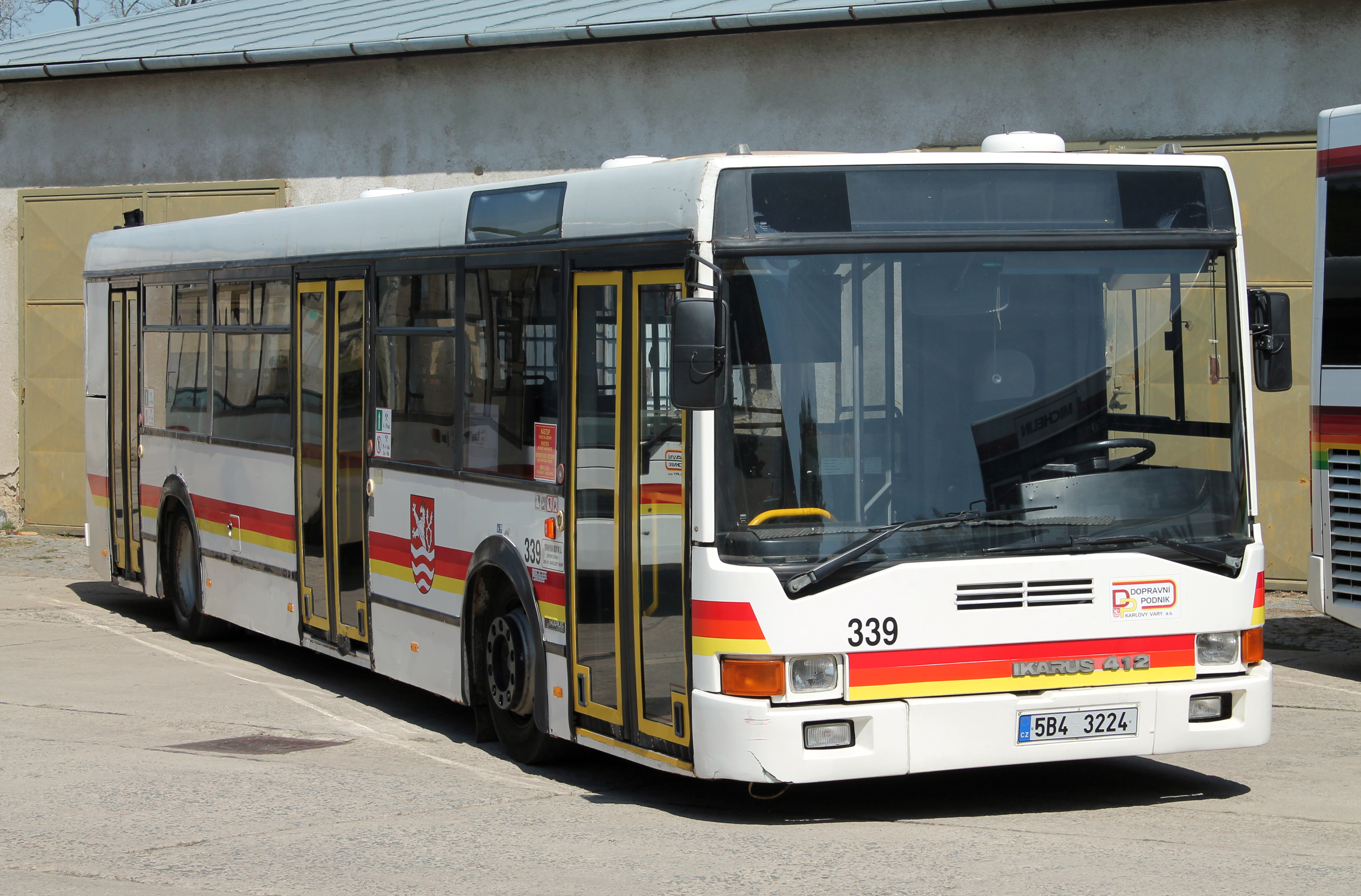
イカルス211（ハンガリー語版）
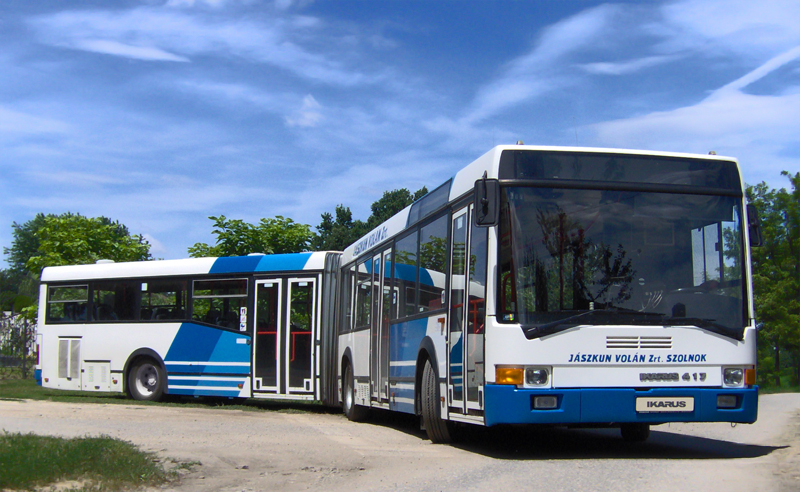
イカルス280（ハンガリー語版）
（連節バス）[34][35]
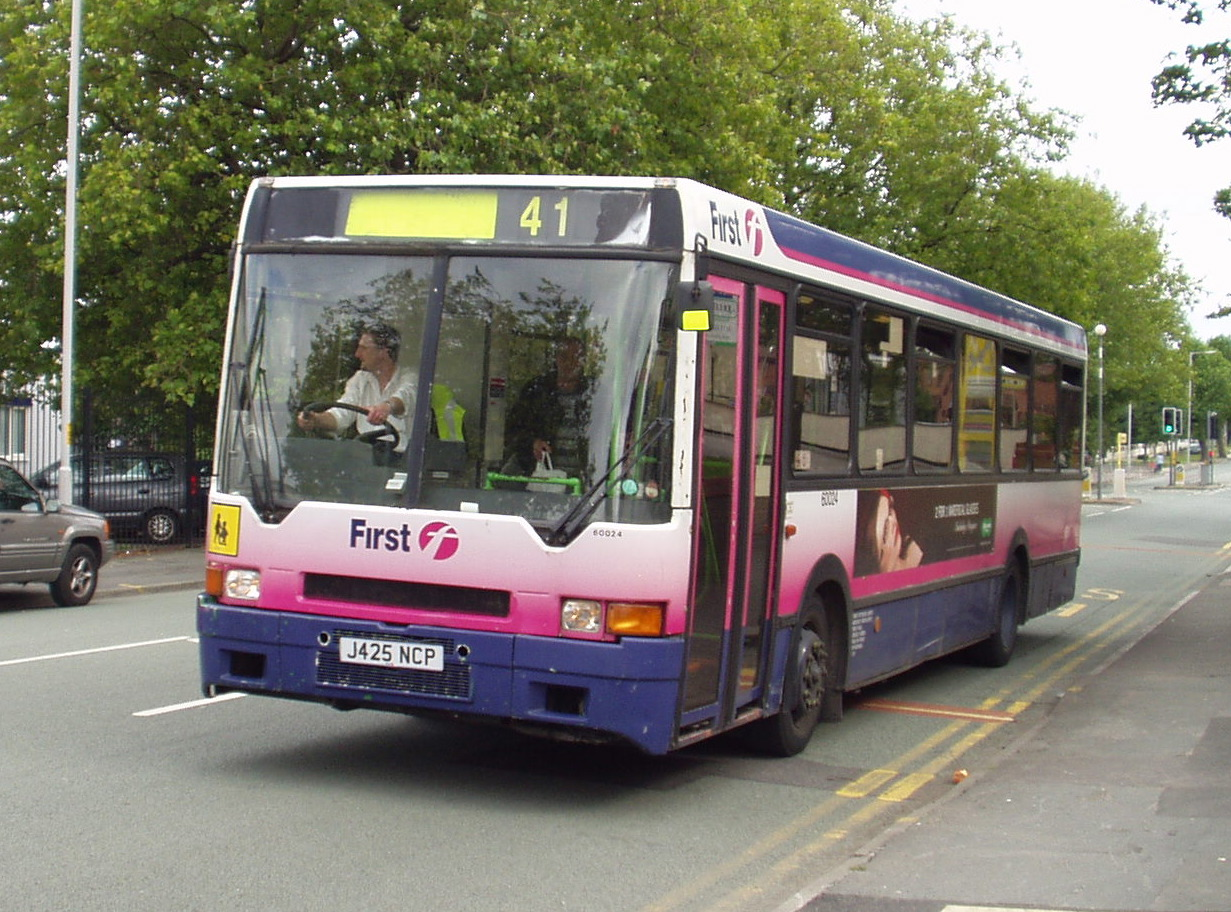
イカルス256（ハンガリー語版）

- 「400シリーズ」
- イカルス415（ハンガリー語版）[36]
- イカルス435（ハンガリー語版）
（連節バス）[36]
- イカルス411（ハンガリー語版）
- イカルス405（ハンガリー語版）
- イカルス412（ハンガリー語版）
- イカルス417（ハンガリー語版）
（連節バス）
- イカルス480（ハンガリー語版）
（イギリス向け車種）

- イカルスEAG製車両
- イカルスE14（ハンガリー語版）
- イカルスE91（ハンガリー語版）
- イカルスE94（ハンガリー語版）
- イカルスE95（ハンガリー語版）

- イカルス・エゲディ製車両
- モデュロ・M108d（イカルスV127）（ハンガリー語版）
- モデュロ・M168d
（連節バス）
- モデュロ・C68e
（電気バス）

- エレクトロバス製の電気バス
- イカルス120e「シティパイオニア」（ハンガリー語版）
（電気バス）

### トロリーバス車両

「200シリーズ」
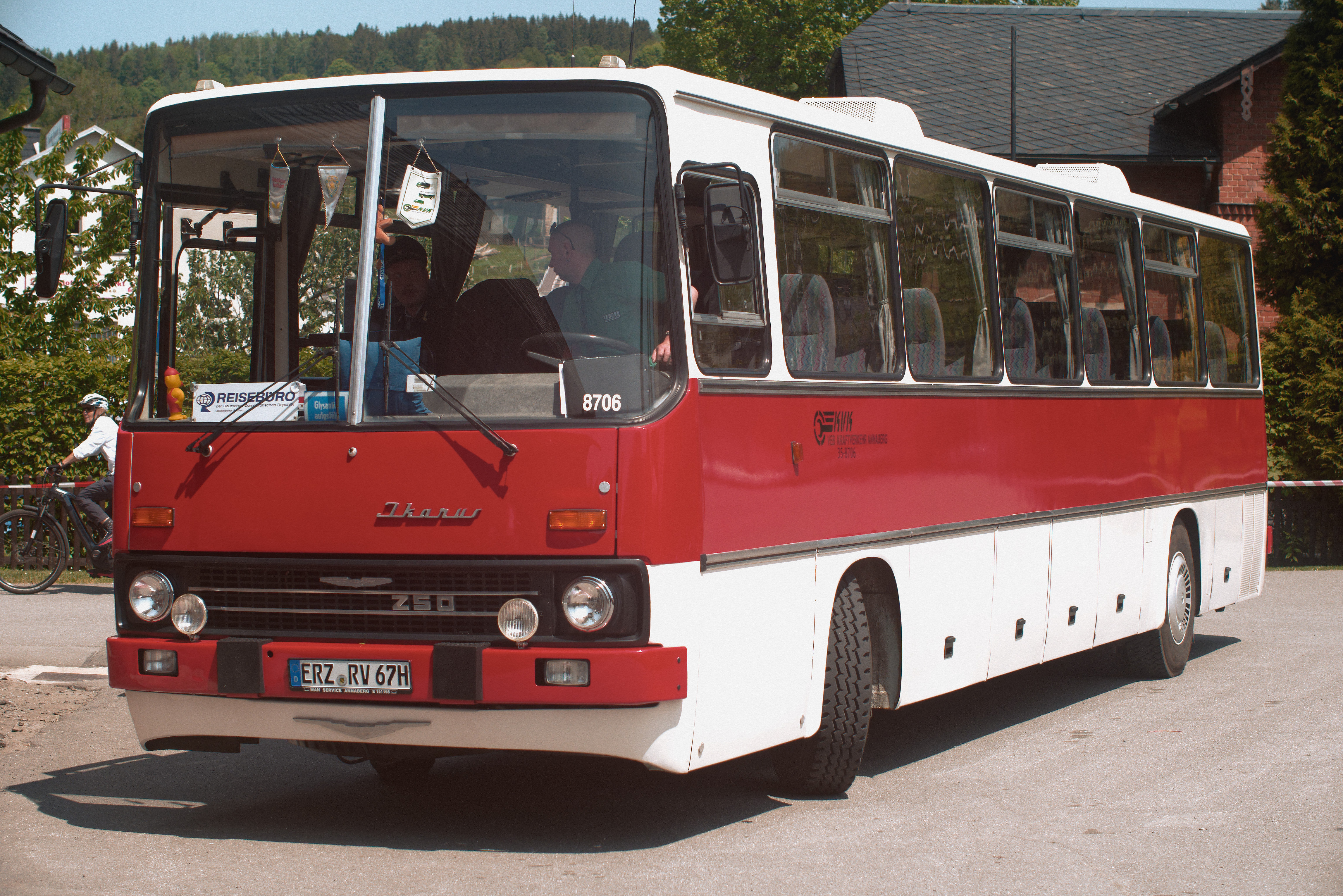
イカルス60T（ハンガリー語版）
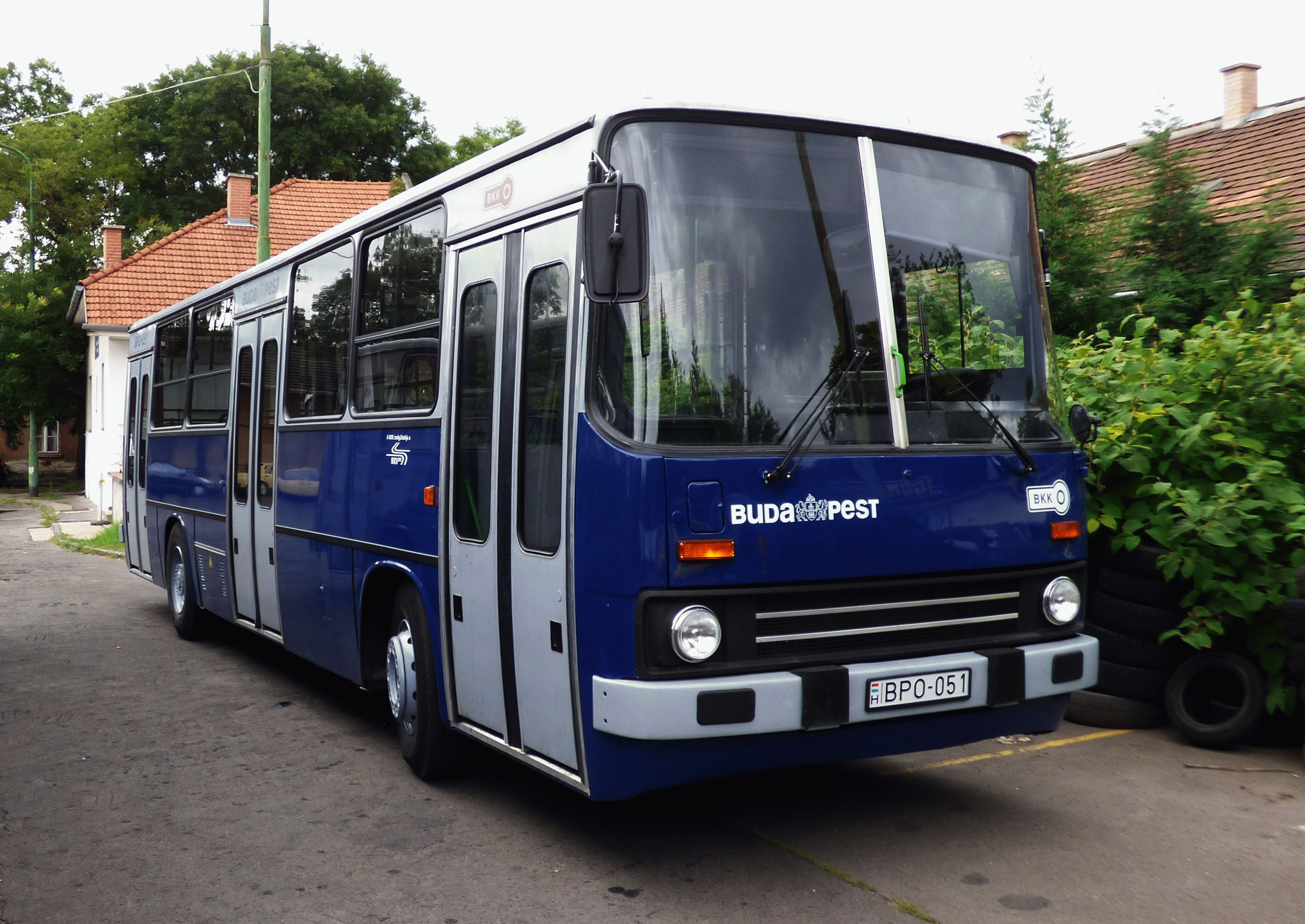
イカルス260T（ハンガリー語版）
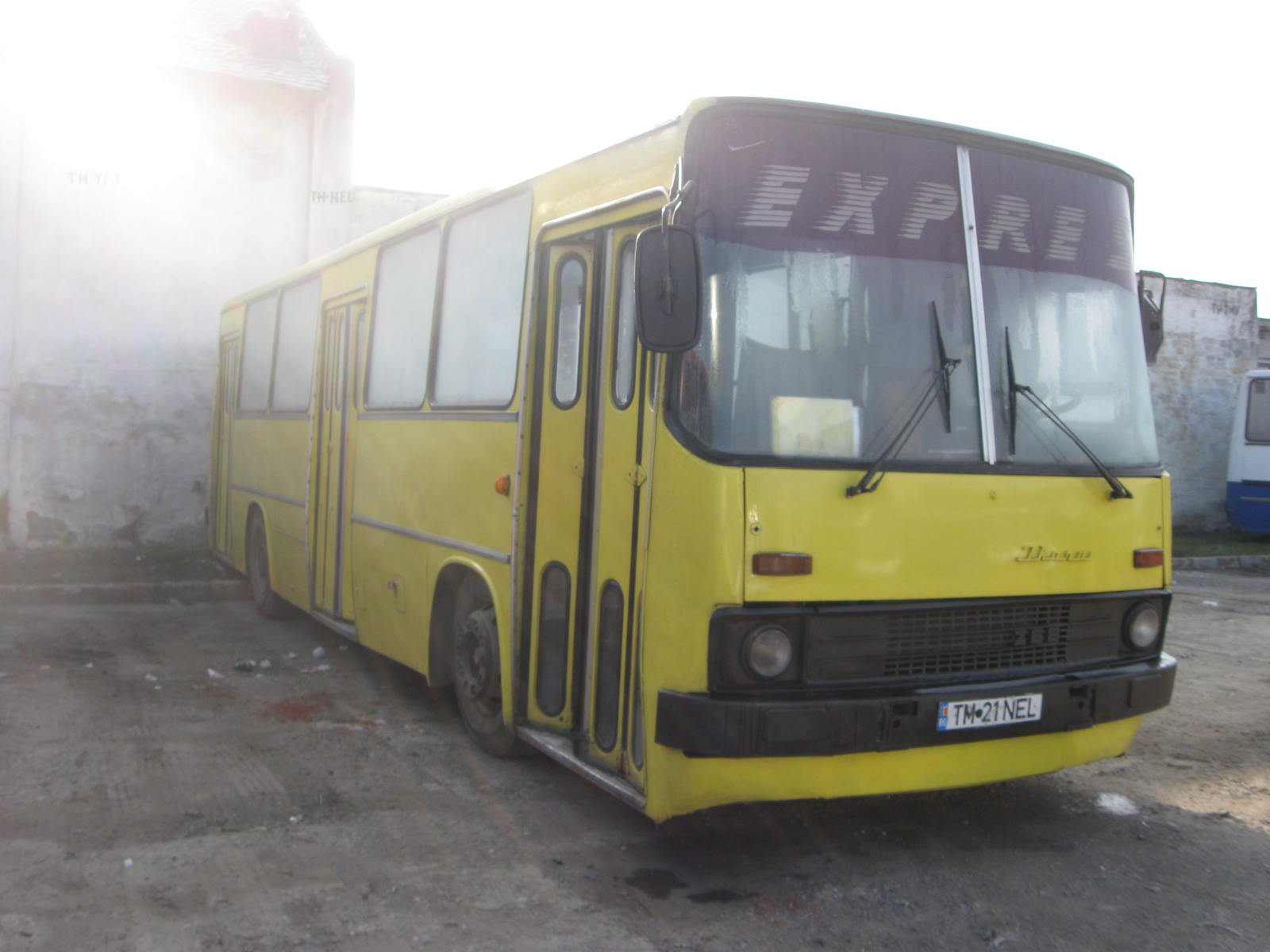
イカルス263T（ハンガリー語版）
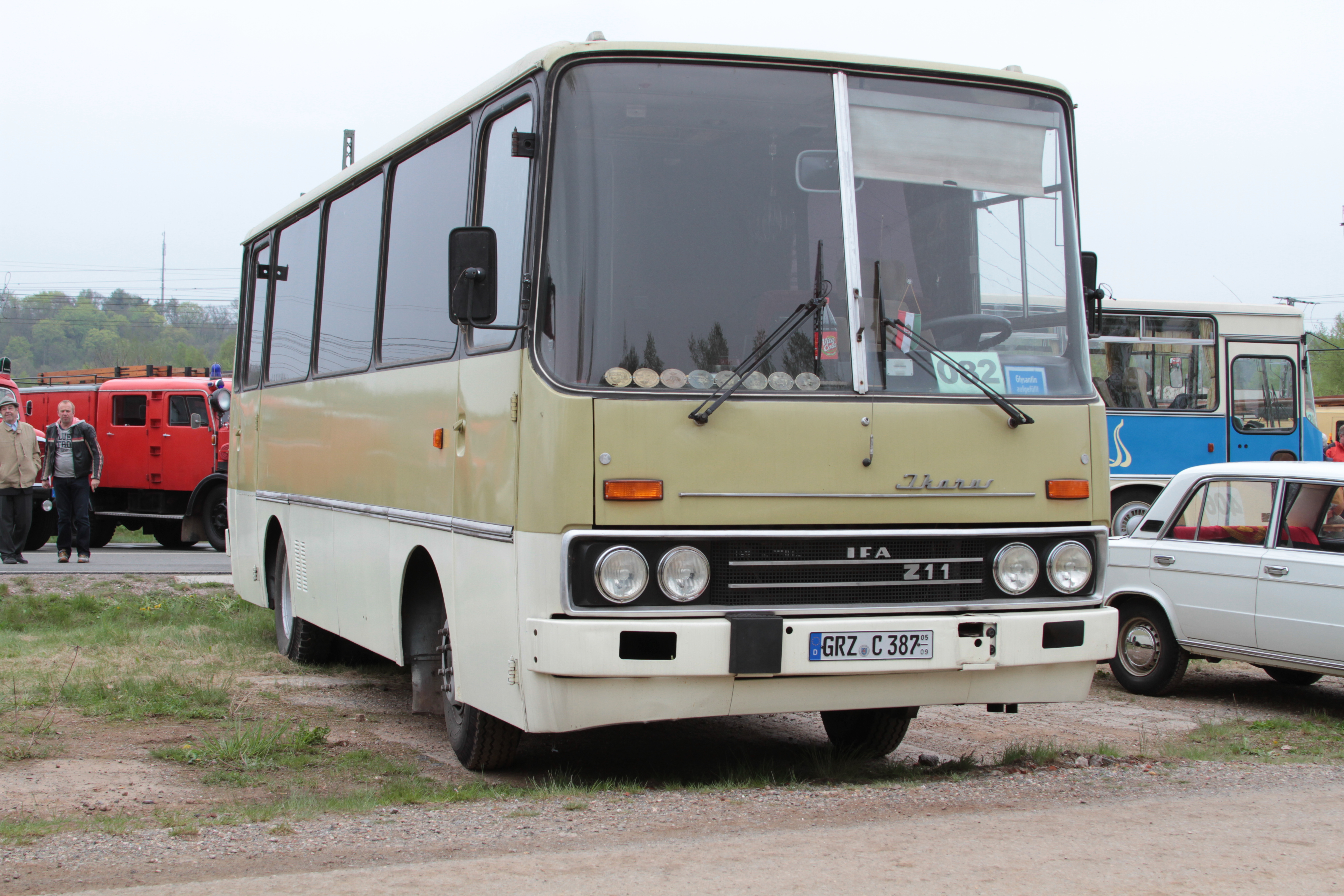
イカルス280T（ハンガリー語版）
（連節バス）[37]
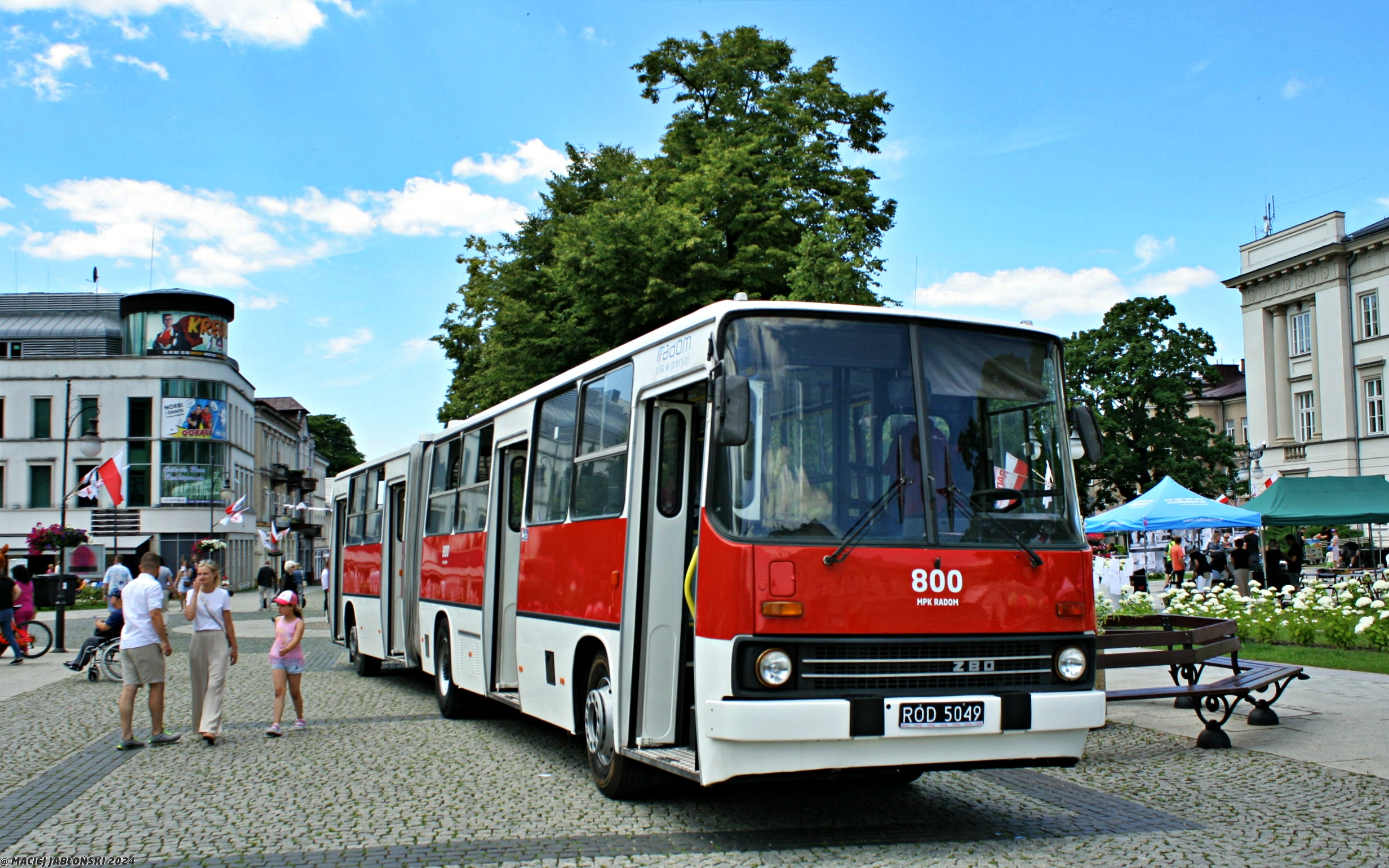
イカルス411T（ハンガリー語版）
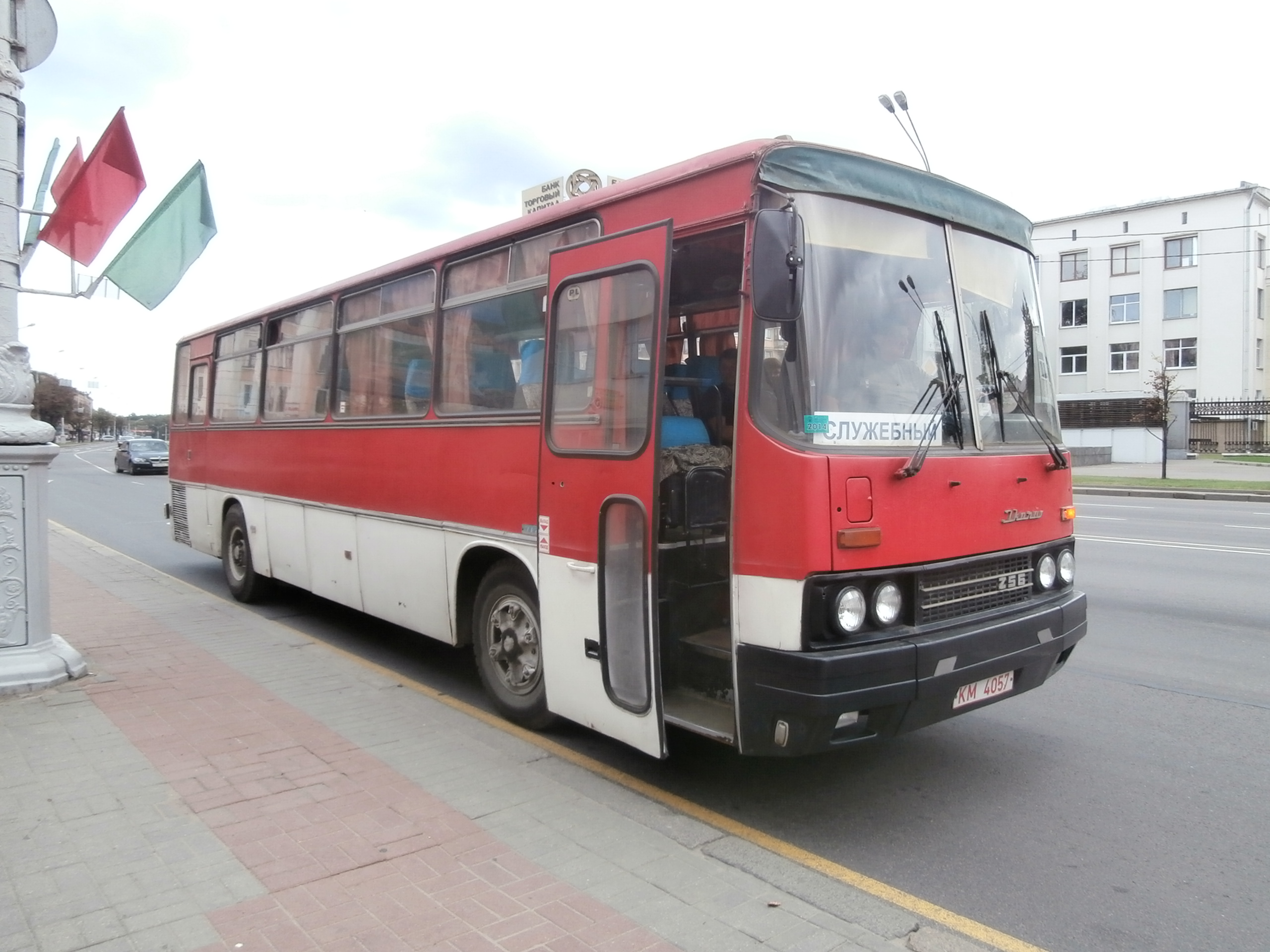
イカルス412T（ハンガリー語版）

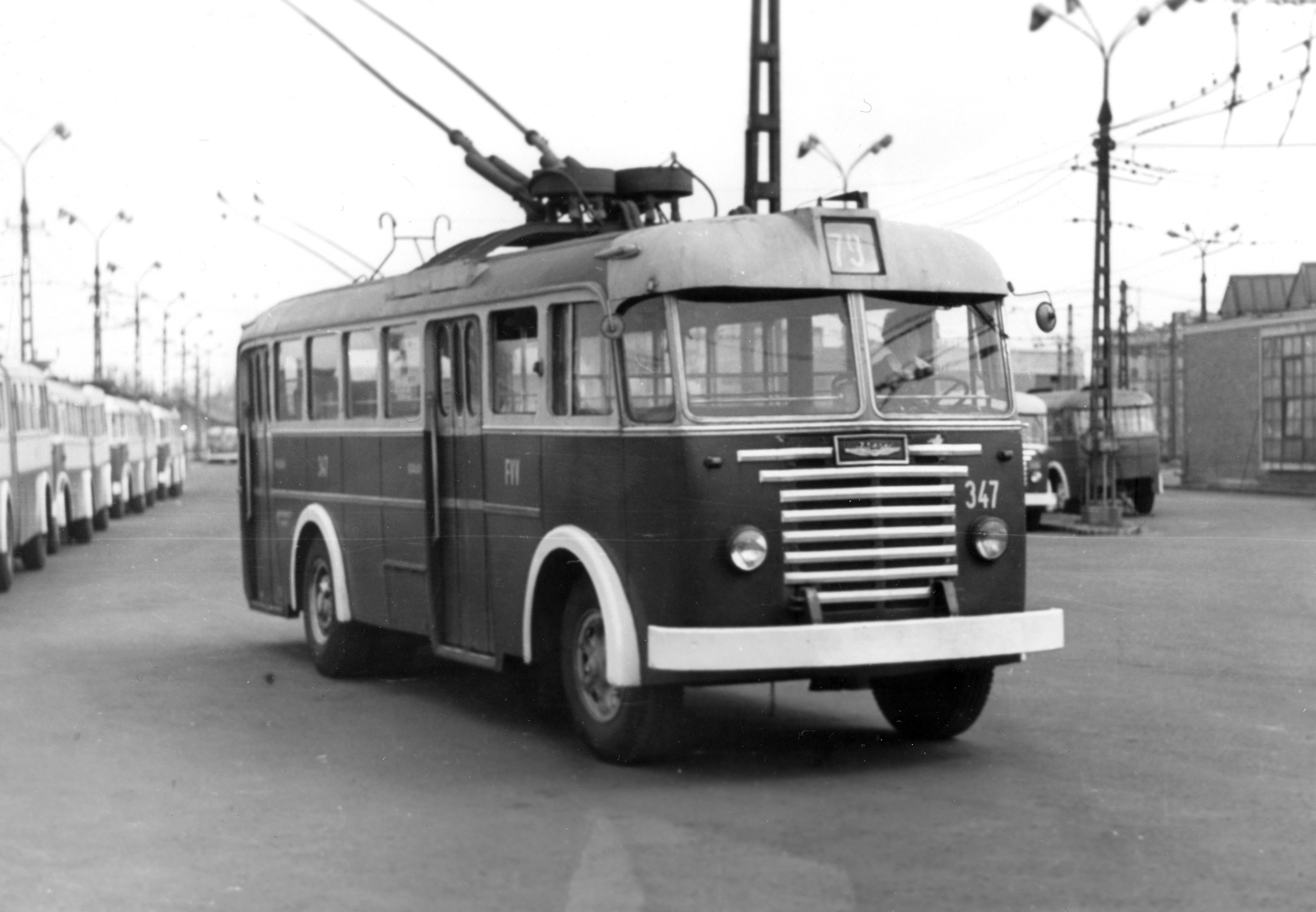
イカルス415T（ハンガリー語版）
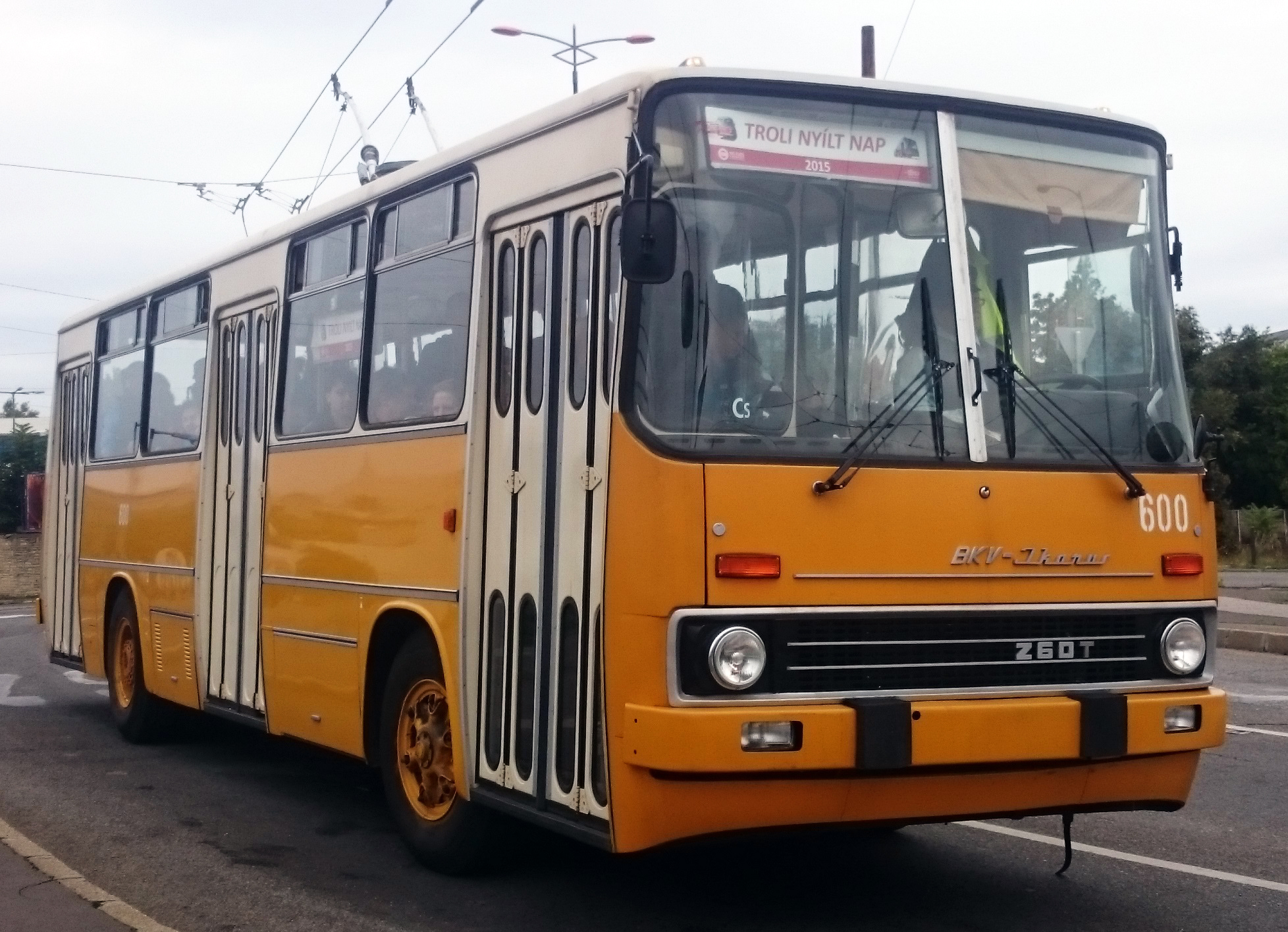
イカルス435T（ハンガリー語版）
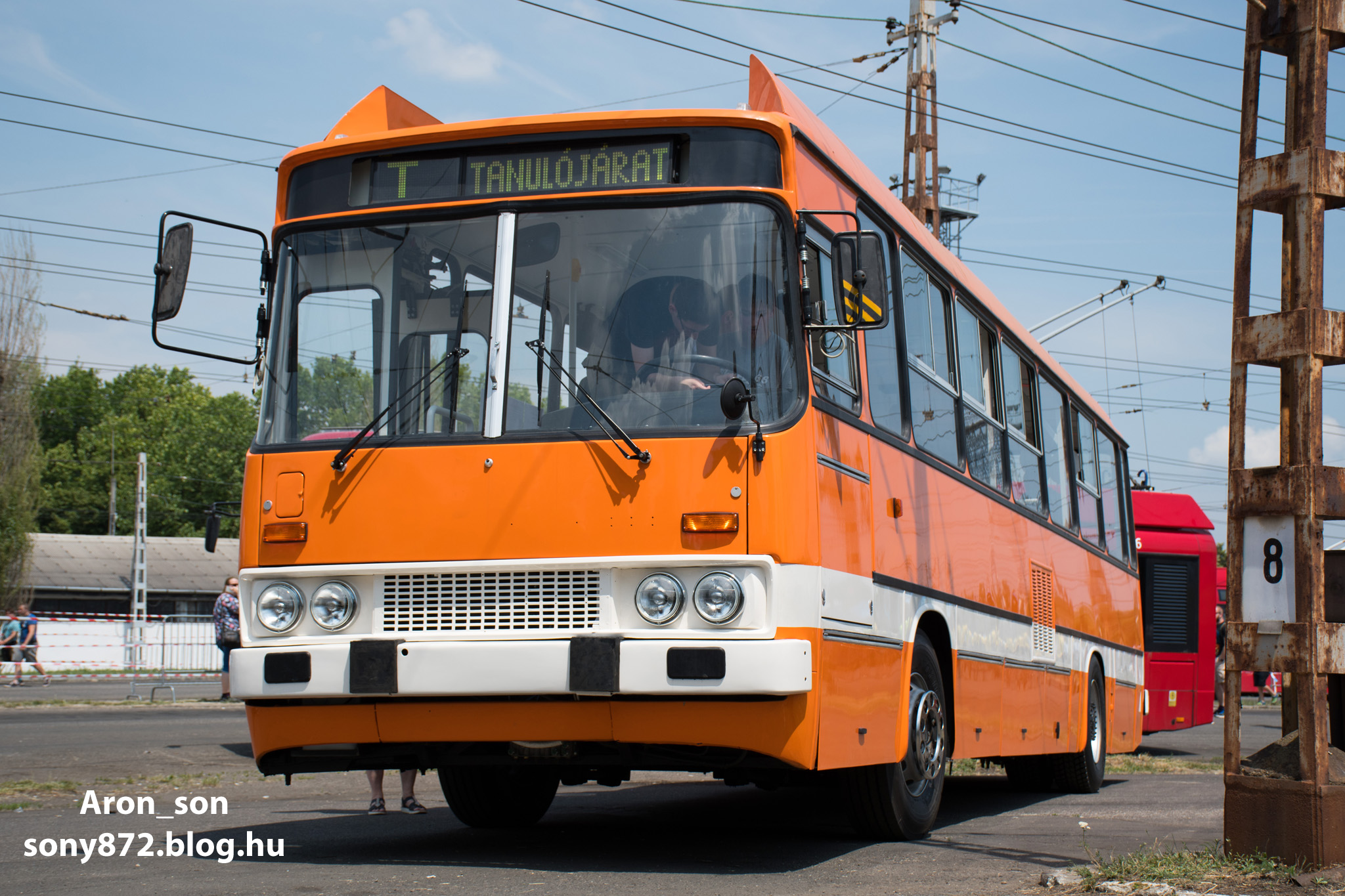
イカルス263T
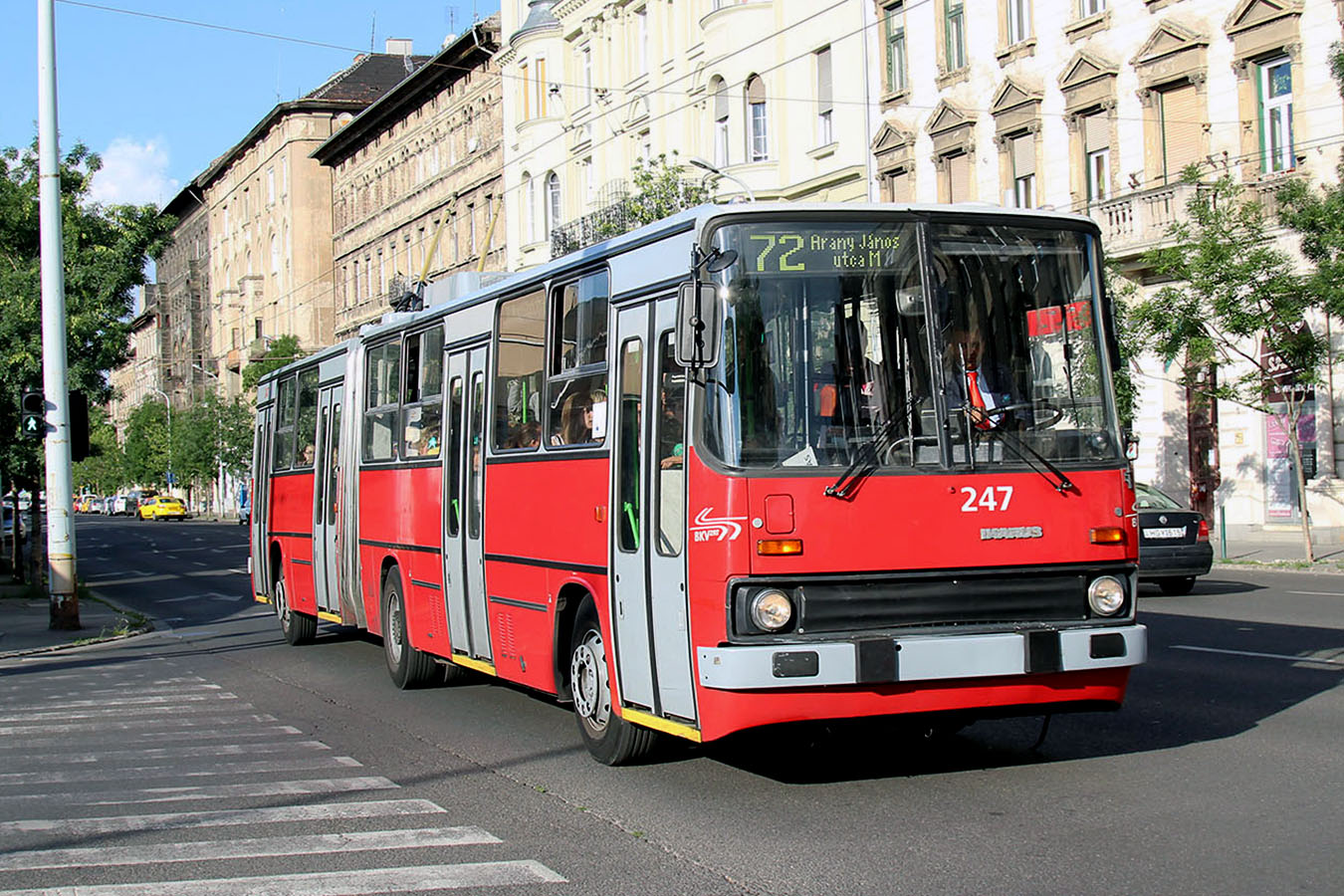
イカルス280T （連節バス）
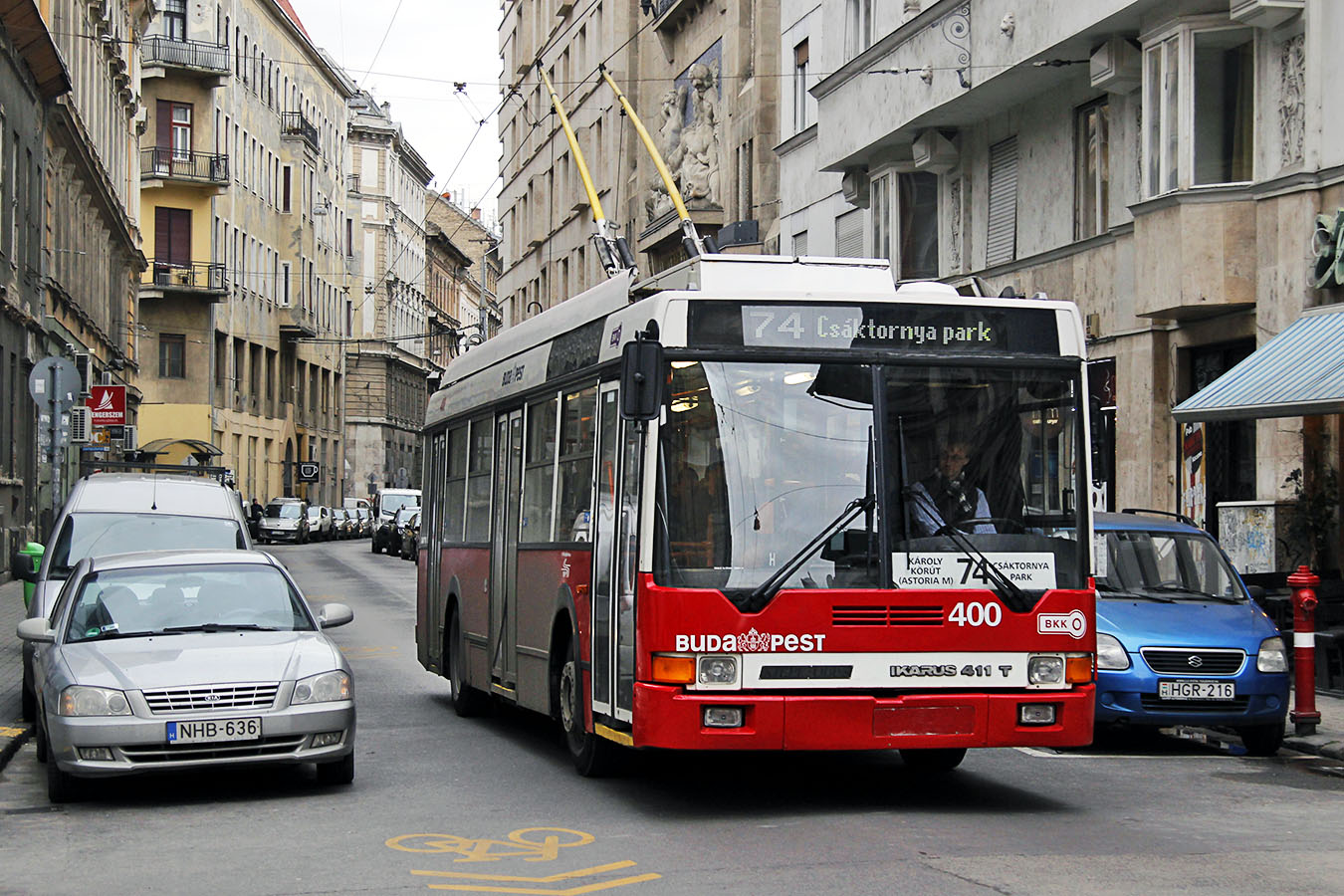
イカルス411T
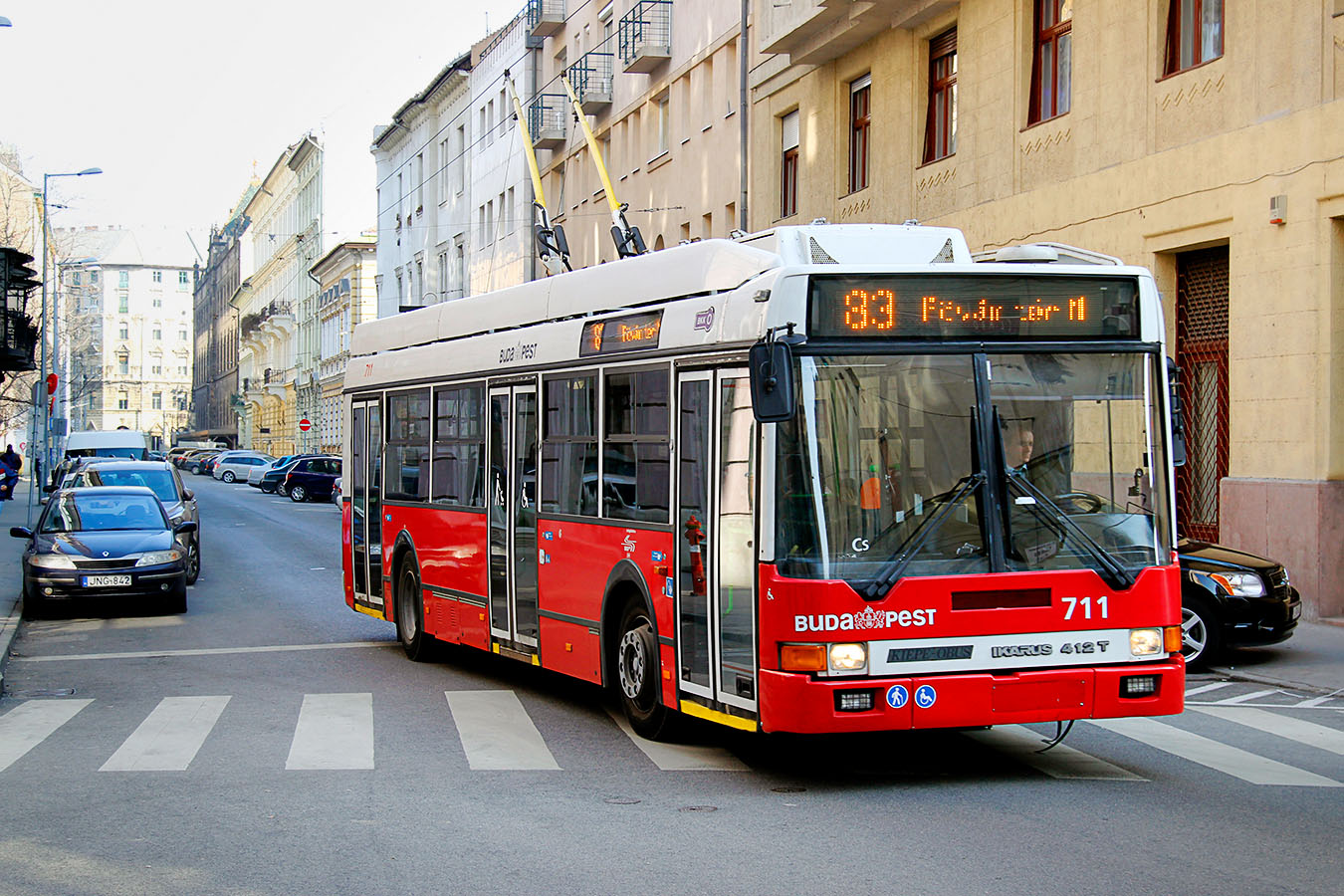
イカルス412T
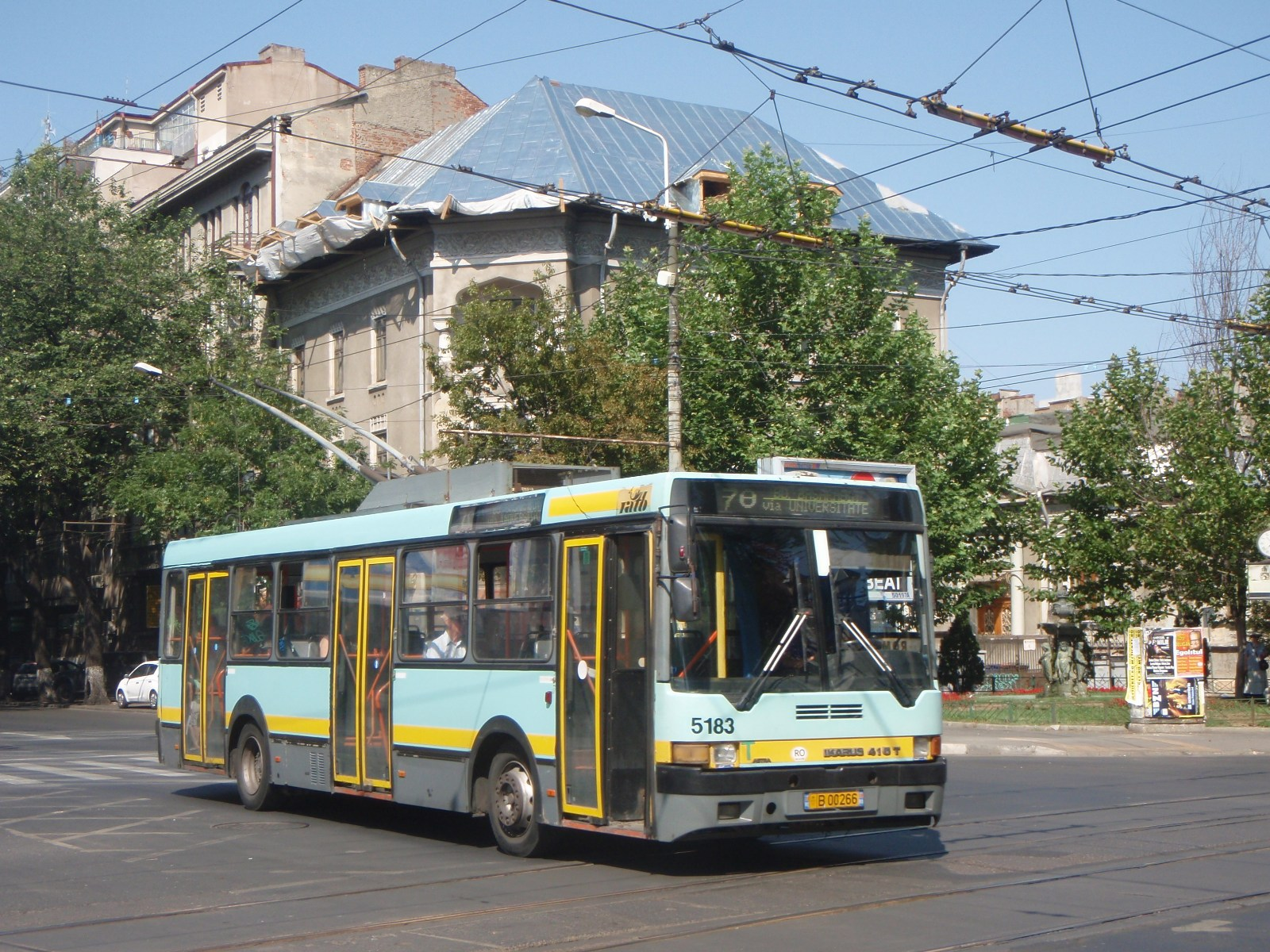
イカルス415T
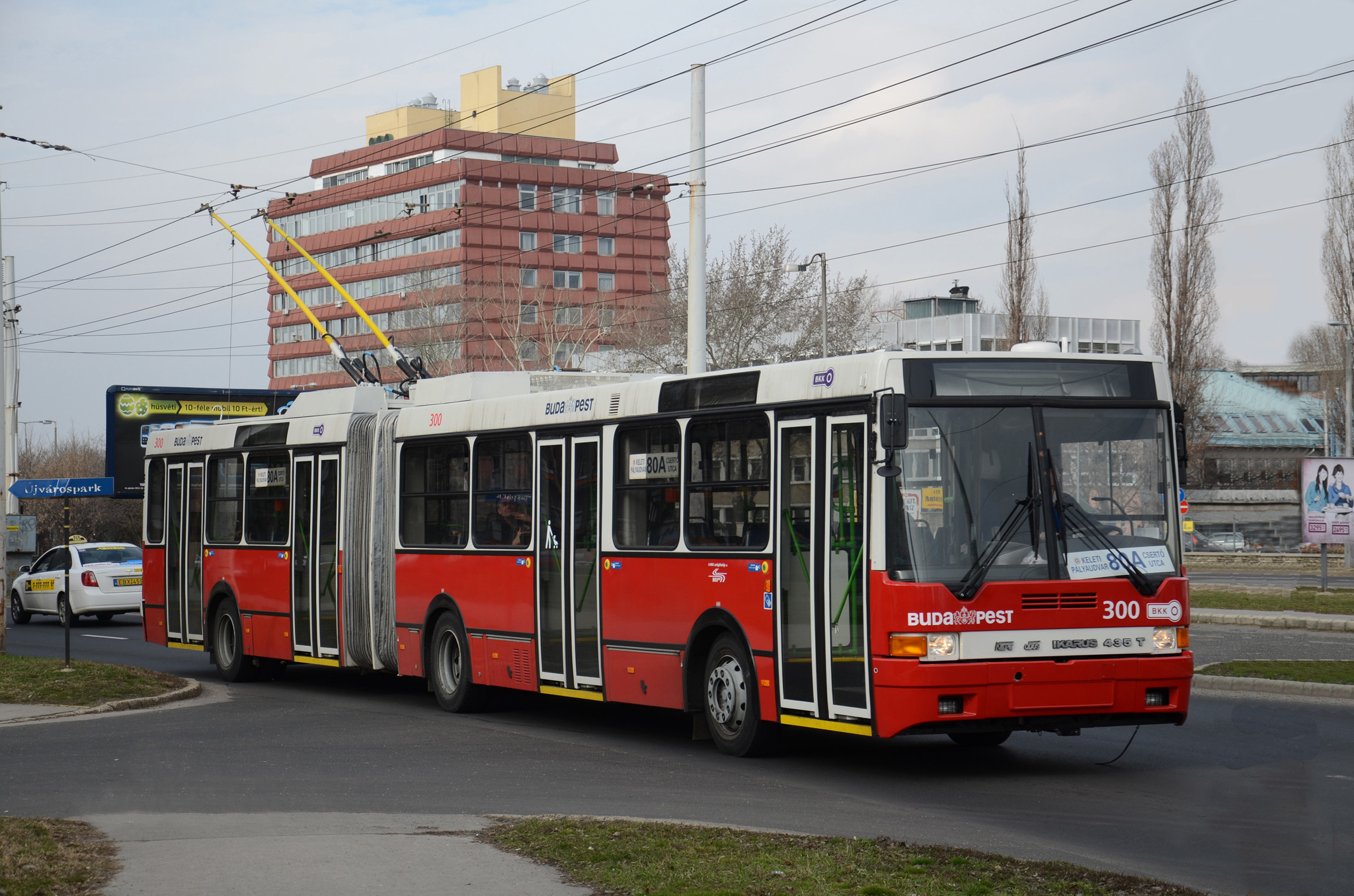
イカルス435T （連節バス）
（連節バス）

## 参考資料
- Gerlei Tamás; Kukla László; dr. Lovász György (2008). Az Ikarus évszázados története. budapest: Maróti Könyvkereskedés és Könyvkiadó Kft.
- Martin Harák (2014). Autobusy a trolejbusy východního bloku. Grada Publishing. ISBN 9788024747385